# Aspects économiques et logistiques des guerres napoléoniennes
Vous lisez un « article de qualité » labellisé en 2015.
Pour un article plus général, voir Histoire économique de la France de 1789 à 1815.
Les aspects économiques et logistiques des guerres napoléoniennes sont des aspects qui décrivent l'ensemble des facteurs économiques qui concoururent à la gestion matérielle  — politique économique, production, etc. — et financière — financement des dépenses de guerre, etc. — des guerres menées sous le Consulat et le Premier Empire et par conséquent les causes et conséquences économiques de ces conflits. Ils couvrent également la gestion des ressources industrielles en vue de la production des armes et équipements militaires et l'organisation de celle-ci ou encore la logistique militaire et l'intendance militaire en vue de l'approvisionnement des armées en campagne.

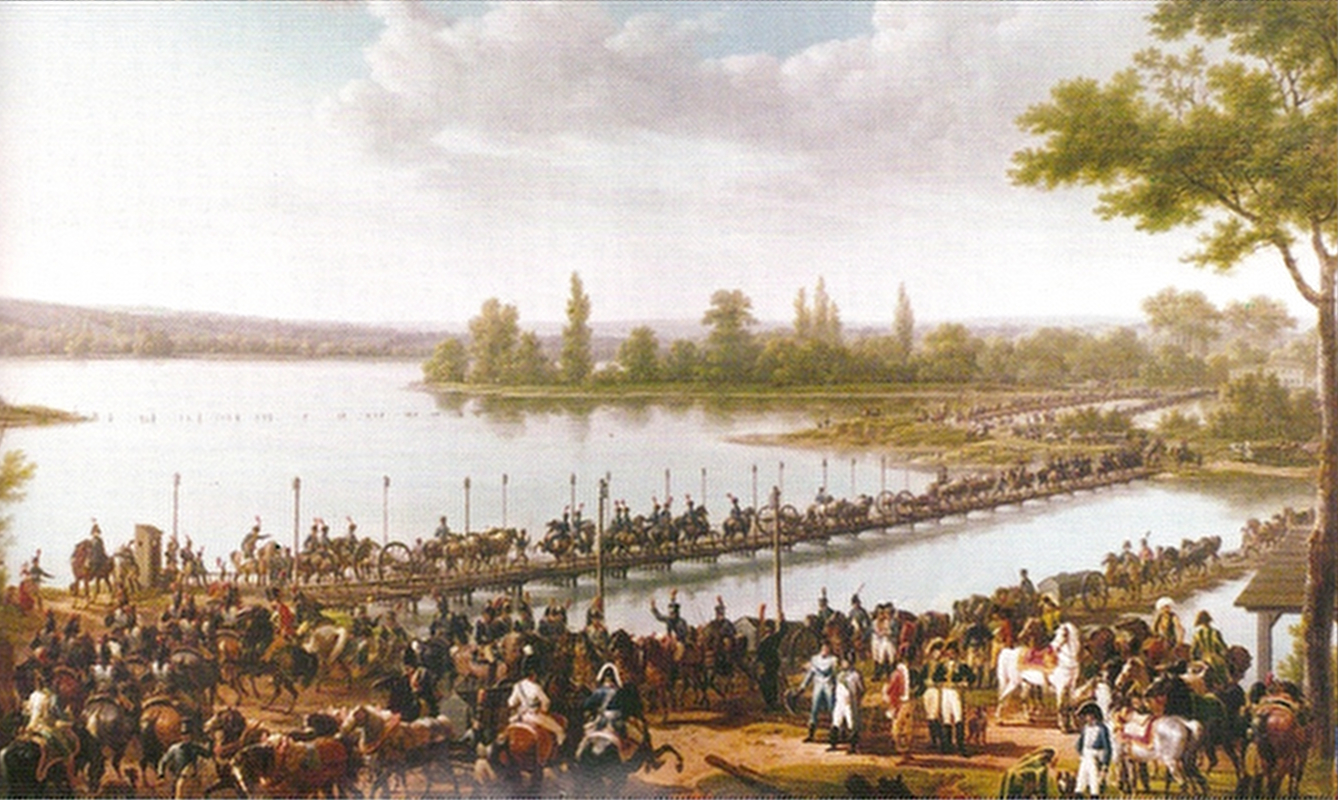
L'armée napoléonienne en campagne, d'après Jacques Swebach.

Lors de tout conflit d'envergure, la gestion des ressources économiques et logistiques des belligérants en vue de l'équipement et de l'approvisionnement de leurs forces armées est l'un des aspects majeurs de la « conduite de la guerre », tout autant que la tactique et la stratégie militaires sur les théâtres d'opérations et champs de bataille, et les guerres napoléoniennes n'y font pas exception.
Napoléon s'intéressa personnellement aux questions de logistique et d'« économie militaire » dès l'époque du Consulat et fut efficacement secondé par Pierre Daru, intendant général de la Grande Armée dès 1806 et qui occupa encore par la suite différents postes-clés dans l'administration et l'intendance militaires des armées napoléoniennes. Les deux hommes furent à l'origine de la réforme ou de l'organisation de différents corps et services chargés de ces missions logistiques et administratives comme ceux des « commissaires-ordonnateurs de guerre », des « inspecteurs aux revues »  ou des services du train.
En ce commencement du XIXe siècle, qui voit les débuts de la révolution industrielle, la France, nettement moins engagée dans ce processus que son principal adversaire le Royaume-Uni, doit avant tout compter sur l'artisanat et la petite industrie - les manufactures - pour la fourniture de matériel et d'équipements à ses armées. Avec les conquêtes militaires du Consulat et de l'Empire, qui viennent s'ajouter à celles de la Révolution (notamment l'Italie et la Belgique), c'est presque toute l'Europe qui, de gré ou de force, se retrouva impliquée jusqu'en 1813 dans l'« effort de guerre » napoléonien, y compris dans son financement par le biais d'indemnités de guerre imposées aux nations vaincues.
À la veille de la campagne de Russie de 1812, l'armée napoléonienne aligne quelque 690 000 soldats français et étrangers. Si ces chiffres restent « modestes » par rapport aux millions d'hommes mobilisés au cours des guerres mondiales du XXe siècle, armer, équiper et nourrir une telle force armée représente un effort économique et logistique considérable pour l'époque.

## Napoléon et l'économie de guerre
« Le détail de la fabrication des armes, le fonctionnement des manufactures d'armes, l'accroissement de la production, l'amélioration de la qualité des produits fabriqués préoccupèrent Napoléon, dès le Consulat. La preuve de ce souci nous est donnée par les nombreux rapports d'inspection conservés aux Archives Historiques de la Guerre à Vincennes. »

— Jean Rousseau, La vie dans les manufactures d'armes

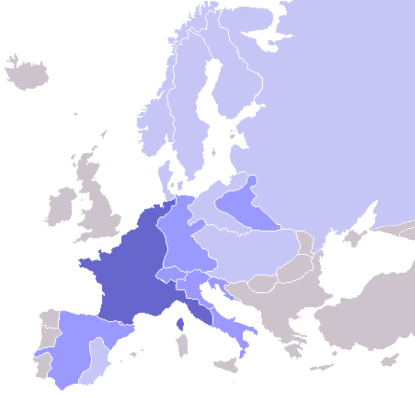
Nations européennes impliquées par le blocus continental en 1811.
Empire
Satellites
Appliquant le blocus

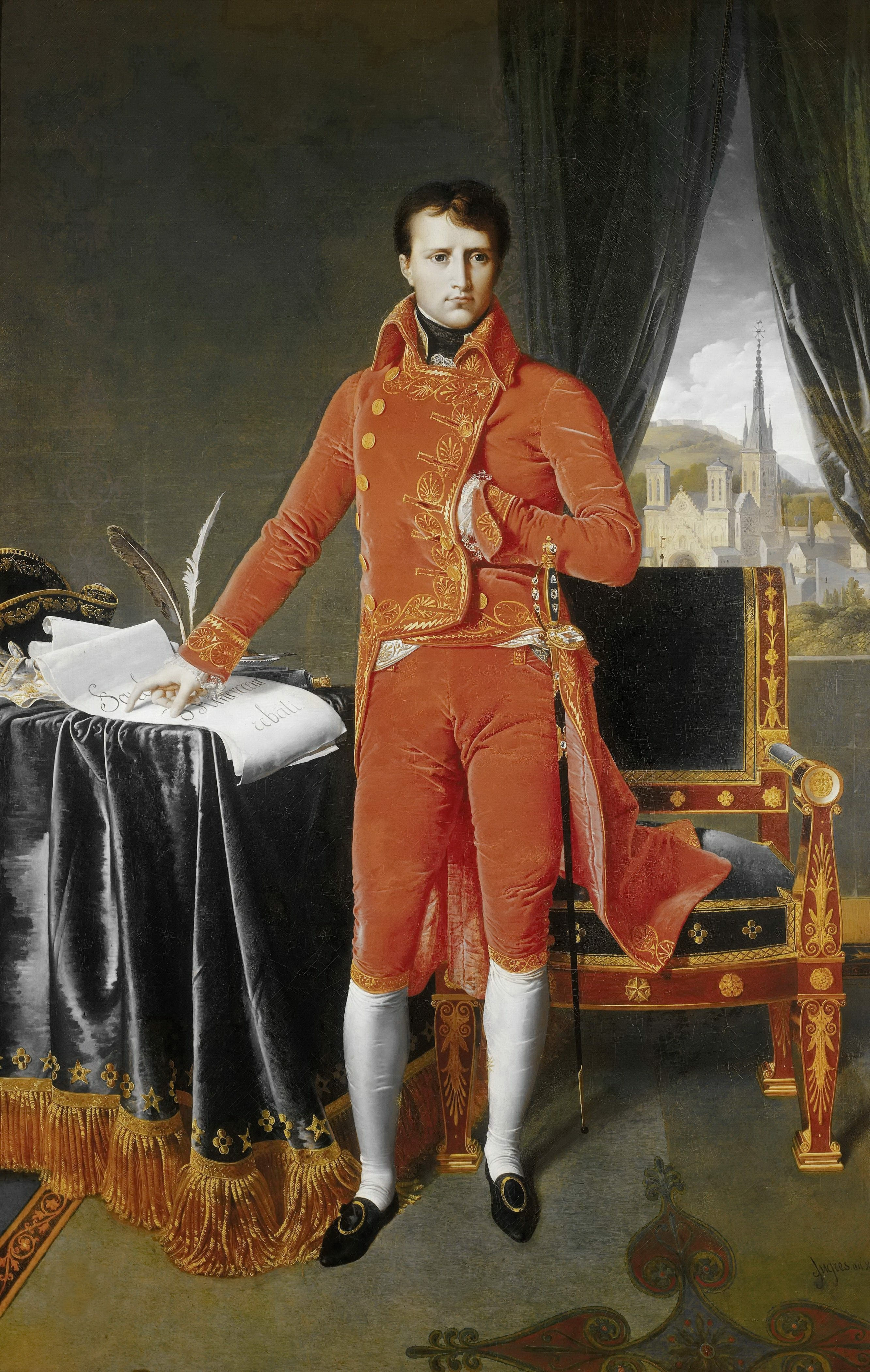
Bonaparte, Premier Consul, par Jean Auguste Dominique Ingres.

Bien qu'adepte du « dirigisme économique », que désapprouvait son ministre du Trésor Nicolas François Mollien, Napoléon n'interféra que fort peu dans la production « industrielle » militaire, s'en remettant à son ministre Pierre Daru en qui il avait toute confiance et dont il dressera l'éloge lors de son exil à Sainte-Hélène. Cela ne signifie toutefois pas qu'il se désintéressa des aspects économiques et logistiques de ses campagnes militaires ainsi que des problèmes d'intendance. Dès l'avènement du Consulat, Bonaparte marque le début de l'ère post-révolutionnaire par une refonte générale du système d'armement, les productions, parfois plus ou moins improvisées, des années 1790 n'ayant pas toujours été satisfaisantes et les armes à feu offrant un trop grand nombre de calibres (notamment dans l'artillerie). Beaucoup d'armes sont ainsi remplacées ou modifiées en l'An IX (1800).
Dans la biographie qu'il consacre à son père Auguste, Napoléon-Joseph de Colbert souligne le souci du détail et la « prévoyance en quelque sorte surhumaine » (sic) avec laquelle Napoléon préparait ses opérations : « à chaque instant il avait présents la situation de chacun de ses corps d'armée, des régiments qui les composaient, l'état de leur armement, de leur équipement, de leur habillement, ce qu'il y avait dans les magasins de souliers, de capotes, etc [...] Avide de tous les renseignements qui devaient l'éclairer sur l'état réel et l'effectif de ses troupes, il écrivait un jour au prince Eugène, qui lui faisait de belles phrases dans un rapport : « Envoyez-moi des états de situation bien faits ; sachez qu'aucune lecture ne m'est plus agréable » ».
On retrouve encore de nombreuses interrogations ou instructions relatives à ces aspects des opérations militaires dans sa volumineuse correspondance publiée plus tard dans le siècle sur ordre de Napoléon III, de nombreux décrets impériaux attestant également de ce souci des questions d'économat militaire. Ainsi en mars 1806 est promulgué un décret impérial portant sur les « subsistances » de l'armée (cfr infra) et l'organisation de leurs distributions. En avril 1815, à la veille de la campagne de Belgique, l'Empereur donne à son ministre de la Guerre Louis Nicolas Davout différents ordres concernant notamment la fabrication des armes et l'implantation des dépôts et magasins d'armement.
L'importance des facteurs économiques et financiers dans le cadre d'une stratégie militaire globale n'échappa pas non plus à Napoléon et elle lui inspirera la mise en place en 1806 du « système économique continental » et notamment du blocus contre l'Angleterre, principale bailleuse de fonds des coalitions qu'il eût à affronter dès l'époque du Consulat dans le cadre de la Deuxième Coalition (1798-1802). Toutefois, à l'inverse de sa rivale, il ne put s'appuyer sur un empire colonial pour soutenir son effort de guerre, le seul profit qu'il put tirer de l'« espace colonial français » de l'époque étant le fruit de la vente de la Louisiane aux États-Unis le 30 avril 1803 contre la somme de 80 millions de francs.

## L' «industrie militaire» au début duXIXesiècle

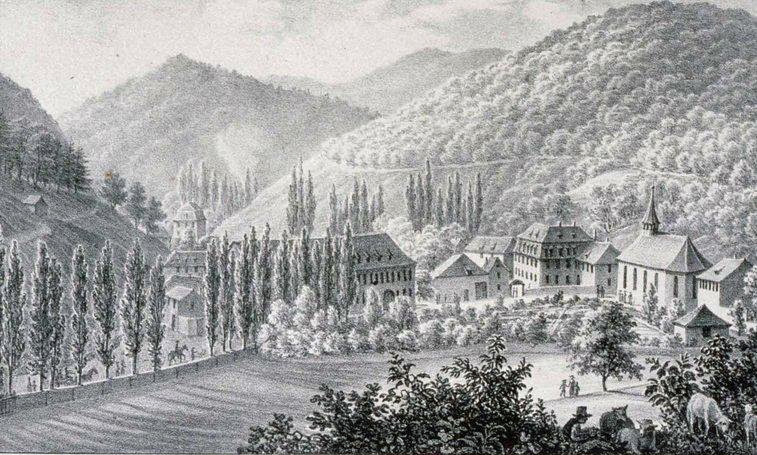
La manufacture d'armes de Klingenthal en 1830. L'industrie de l'armement française n'a guère évolué de manière significative sous le Premier Empire, en dépit des besoins énormes en armes des armées napoléoniennes, les prises de guerre venant compléter en quantités la production nationale.

Au tournant des XVIIIe et XIXe siècles, l'industrie métallurgique française « est une industrie à faible production, à rendement médiocre, à procédés très routiniers. Sauf de rares exceptions, la production est très divisée ; elle se répartit en un nombre élevé de fabriques spécialisées dans un genre de fabrication ou de transformation particulier. En somme, l'industrie garde la structure et la forme de la petite industrie, industrie à domicile ou fabrique disséminée ».
Avec l'avènement de l'Empire, les « manufactures nationales d'armes » - pour la plupart anciennes « manufactures royales » - deviennent les « manufactures d'armes impériales » avec, pour les armes blanches, la fameuse manufacture de Klingenthal, qui connaît son apogée sous l'Empire en employant plus de 600 ouvriers et pour les armes à feu, la manufacture impériale de Versailles, qui façonne aussi des armes blanches d'apparat, la manufacture d'armes de Saint-Étienne, celles de Charleville, de Tulle, Maubeuge, Mutzig, Roanne, Culemborg, Liège (Départements réunis) puis plus tard celle de Châtellerault. Les pièces d'artillerie sont coulées notamment à la fonderie de canon de Douai, au Creusot, à la fonderie d'Indret ou encore à la fonderie de canons de Liège établie par le Premier Consul en 1803. L'industrie de guerre travaillait sous la tutelle du ministère de l'armement et des fabrications de guerre.

### Armes à feu individuelles

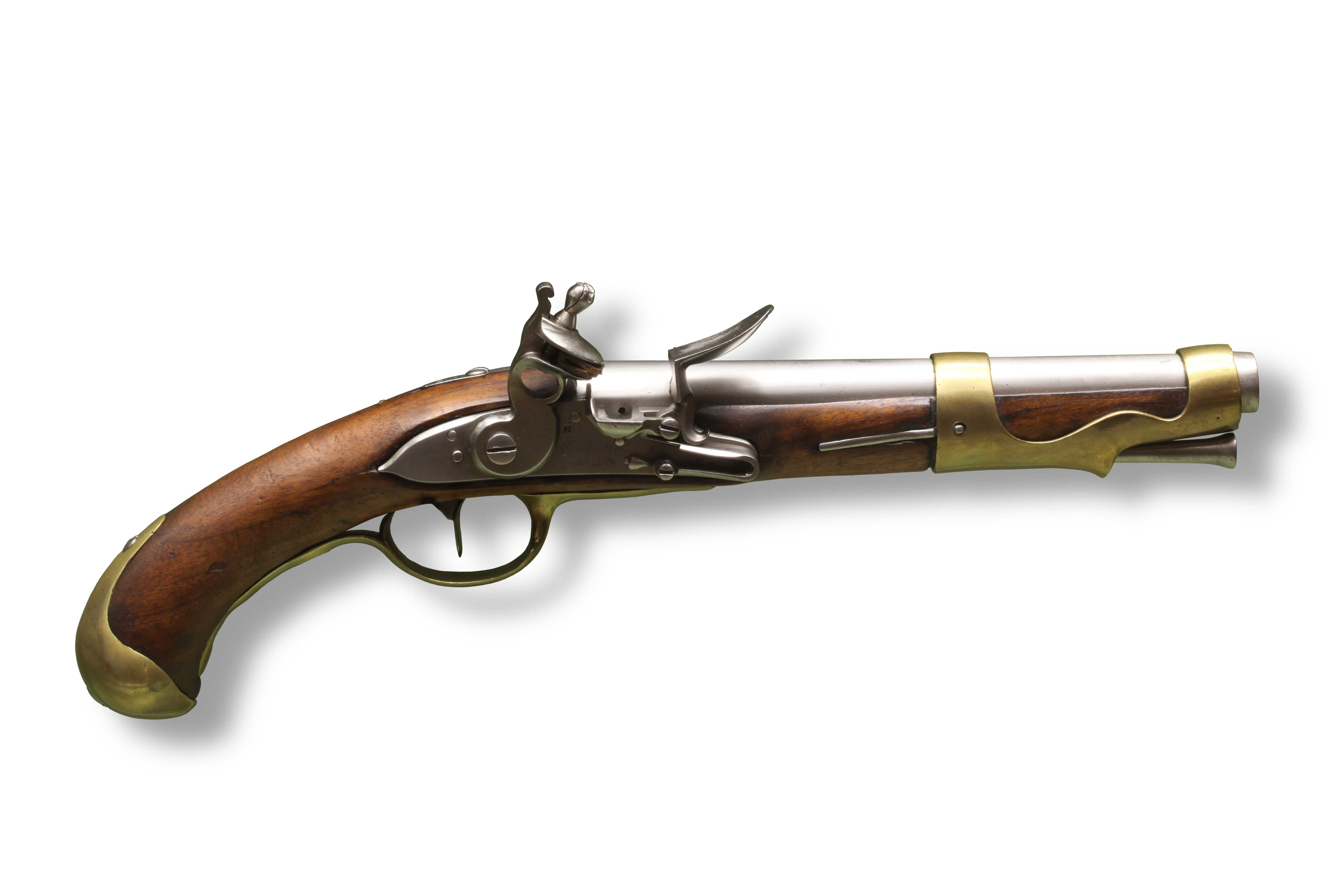
Pistolet de cavalerie, modèle 1766, fabriqué vers 1800-1810 par la manufacture de Charleville.

La France du début du XIXe siècle ne s'est pas encore à proprement parler lancée dans la révolution industrielle qui a déjà commencé en Angleterre et « le paysage industriel reste encore marqué plus par les petits ateliers que par les usines » : ainsi, la Manufacture d'armes de Charleville est-elle constituée de divers ateliers dispersés dans la région de Charleville, différents bourgs de la vallée de la Meuse ou au fond de celle de la Goutelle. Dans l'armurerie liégeoise, une des plus réputées et des plus importantes de l'époque et qui passe au service de l'effort de guerre français à la suite de la seconde annexion française des États de Belgique, « il n'y a pratiquement pas d'armurier proprement dit mais des ouvriers qui s'adonnent à des taches répétitives à domicile dans des petits ateliers, souvent simple pièce équipée d'une baie vitrée, chacun produisant une pièce spécifique de l'aube au coucher du soleil ». La fabrication des armes est organisée en une cascade de sous-traitances qui « commençait par le fabricant (qui ne fabriquait rien) mais prenait une commande d'un prince ou d'un pays. Il confiait la fabrication des canons aux « fèvres » (forgerons) qui réalisaient la soudure du canon et qui confiaient ce dernier en sous-traitance aux émouleurs puis aux foreurs, au banc d'épreuve (banc d'essai) et enfin aux brunisseurs avant de le livrer aux garnisseurs. Le garnisseur lui aussi confiait en sous-traitance la réalisation de différents éléments aux monteurs à bois, aux platineurs le mécanisme de mise à feu qui sous-traitaient eux aussi aux limeurs chaque pièce… on travaillait « à l'œil » c'est-à-dire en copiant sur un modèle confié par le « fabricant » le plus souvent à la suite d'une demande d'un armurier ou d'une manufacture étrangère, sans calibre ni étalon. La première standardisation (toute relative) viendra avec la demande française de fabrication du modèle 1777 qui imposera une norme de réception. Cette dernière fit franchir à une grande partie de l'industrie armurière un seuil technologique ».

### Artillerie

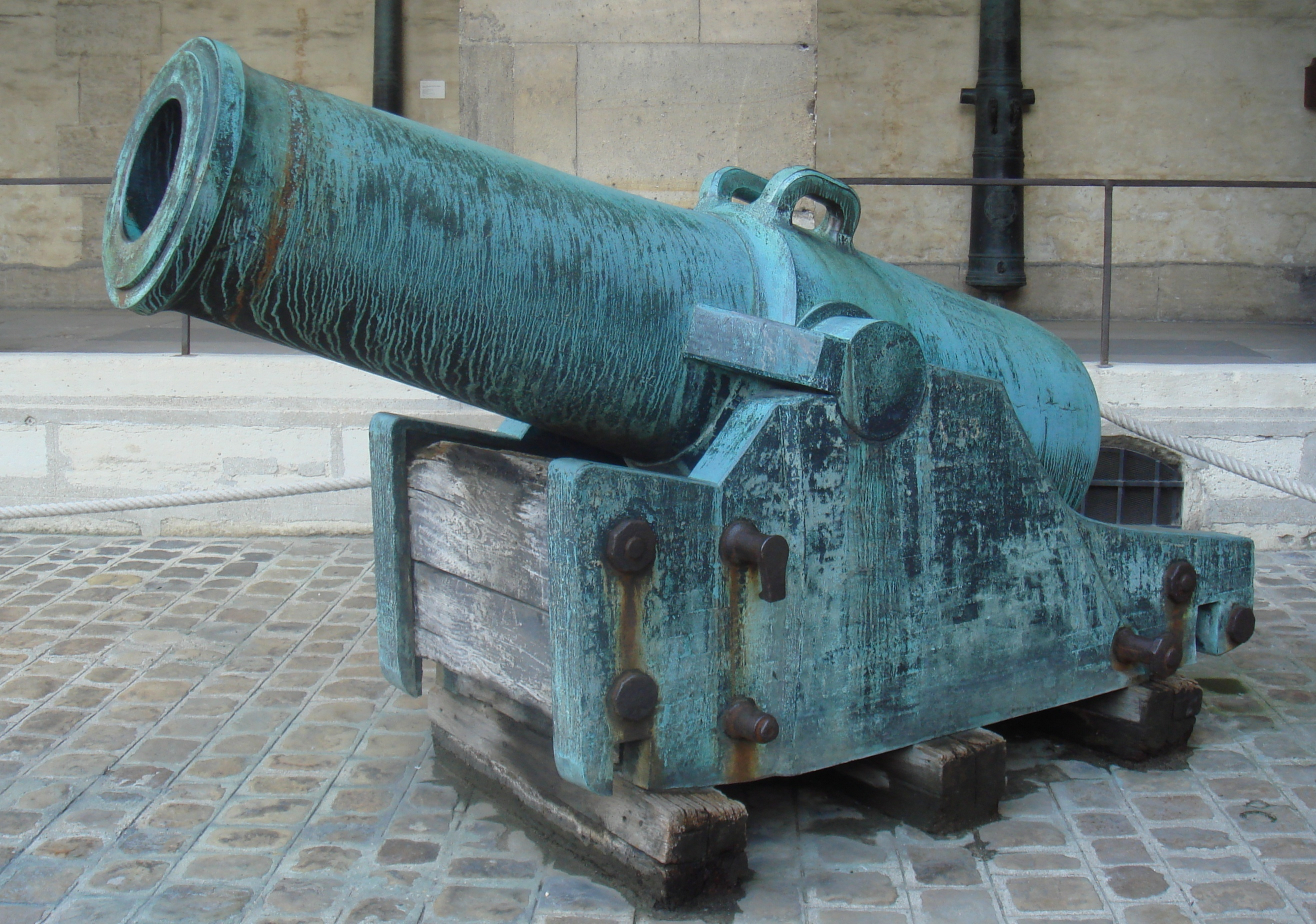
Obusier de 11 pouces Système An XI (1810).

Depuis la fin des années 1770, l'artillerie française est organisée selon le système mis en place par Jean-Baptiste Vaquette de Gribeauval. Outre les avantages strictement militaires, le « système Gribeauval » permet également une certaine standardisation dans la fabrication des pièces d'artillerie, qui permet d'accroître la quantité et la qualité des pièces produites. Le système assure également une standardisation des calibres permettant là aussi de rationaliser la production et l'approvisionnement. « Ce matériel était disponible lorsque la guerre éclata en 1792, mais il apparut rapidement insuffisant, et, nonobstant l'activité quelque peu irrégulière qui couvrait le territoire national d'usines, de fonderies et d'arsenaux improvisés, les armées françaises dépendaient alors, pour leur approvisionnement, des prises faites à l'ennemi ». En 1803, à la suite des travaux d'études réalisés par le « Comité de l'artillerie » qu'il a institué le 29 décembre 1801, présidé par le général François Marie d'Aboville, Napoléon décide de simplifier le système Gribeauval en limitant encore le nombre de calibres utilisés. Il établit la même année la fonderie de canons de Liège, qui se spécialise notamment dans la production de pièces d'artillerie navale et côtière (cfr infra). L'artillerie anglaise ayant introduit l'usage du shrapnel en Espagne, Napoléon, artilleur de formation, mit ce nouveau type de munition à l'essai à la suite de la capture de caissons britanniques.
En 1794 paraît, sous la plume de Gaspard Monge, une « Description de l'art de fabriquer des canons : faite en exécution de l'arrêté du Comité de salut public, du 18 pluviôse de l'an II de la République française, une et indivisible ». Dans cet ouvrage technique, l'auteur décrit très précisément la fabrication des pièces d'artillerie à l'époque des guerres napoléoniennes, depuis la fonte des métaux destinés à leur fabrication - le fer pour l'artillerie de marine et le bronze, plus léger, pour les canons de l'armée - jusqu'au banc d'épreuve avant la réception des pièces, en passant par la fabrication des poudres depuis le lavage des terres à salpêtre destiné à en extraire ce sel constituant la base de la poudre noire. Comme pour les armes individuelles, les pièces sont fabriquées à partir d'un modèle en laiton fourni au fabricant. « Les travaux des fonderies des canons consistent principalement, 1°. dans la confection des moules ; 2°. dans la conduite des fourneaux  et le coulage des pièces ; 3°. dans le forage ; 4°. dans les opérations de percer la lumière et de réparer les imperfections de la coulée ; 5°. enfin, dans les visites et épreuves qui peuvent assurer la bonté des pièces ».
La fonte des pièces se fait sur base de deux types de moules. Le système le plus ancien et le plus long est celui du moule en terre, qui nécessite la fabrication d'un maître-modèle (« master ») centré sur une tige de bois autour duquel la forme du tube est façonnée en foin et en argile et à usage unique puisqu'il doit être détruit avant la coulée du métal. L'autre, plus moderne et productif, est le moule en sable, utilisant pour master un assemblage démontable et réutilisable de pièces détachées. Les pièces rapportées, comme les anses pour les pièces terrestres ou le bouton de culasse (boule située à l'arrière du canon), sont vissées sur les moules de fûts. Les pièces sont ensuite coulées « pleines » puis les tubes sont forés, le canon tournant autour d'un foret fixe, système plus précis mis au point par le mécanicien suisse Jean Maritz, assurant que l'âme de la pièce est parfaitement centrée et alésée, la limaille de bronze étant immédiatement rechargée dans le fourneau tandis que celle de fer doit être refondue. Vient ensuite le perçage de la « lumière », orifice par lequel on boute le feu à la charge de poudre. Les pièces sont ensuite inspectées puis passées au « banc d'épreuve » où l'on teste sa résistance à la poudre avant réception.

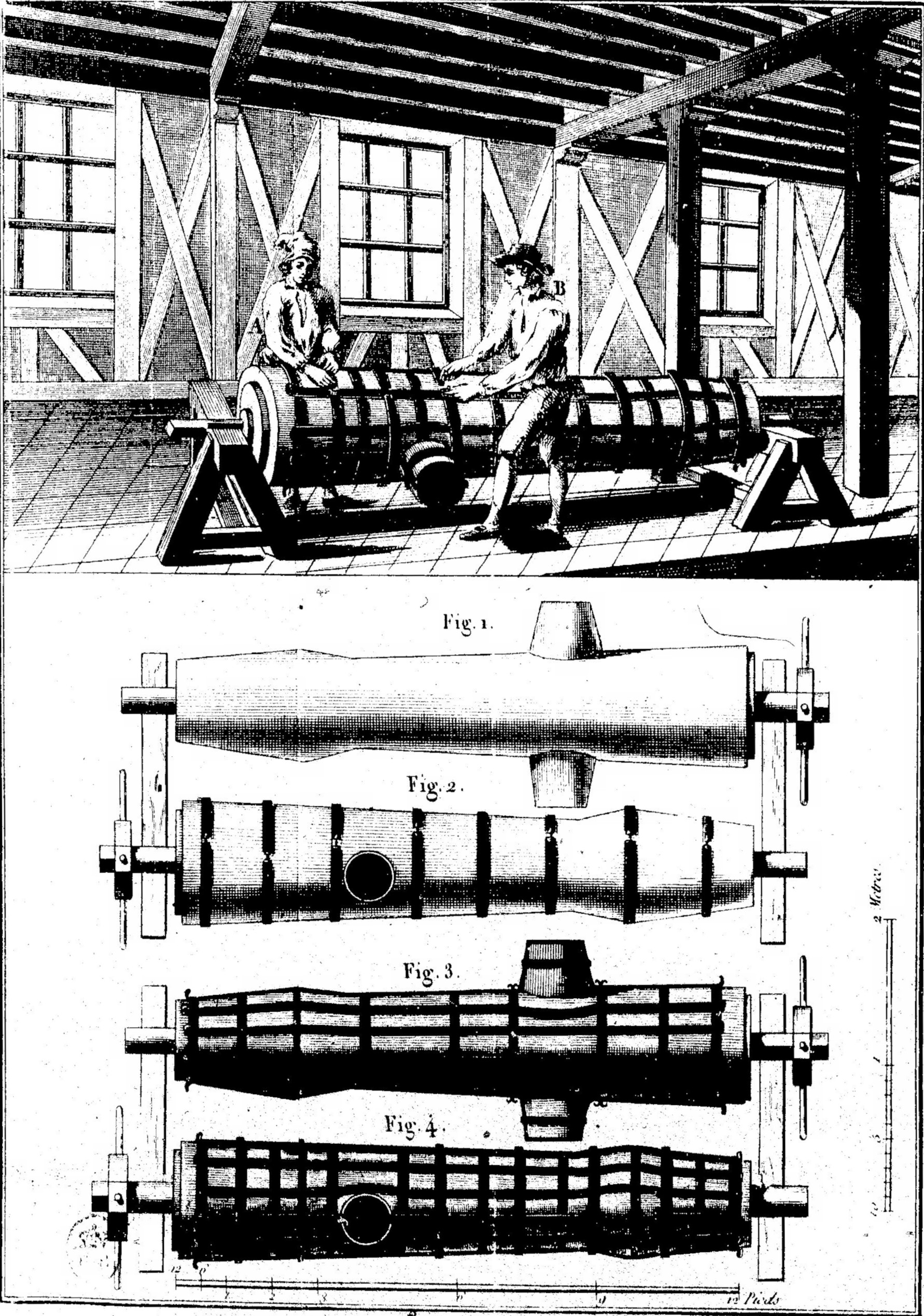
Fabrication du maître-modèle.
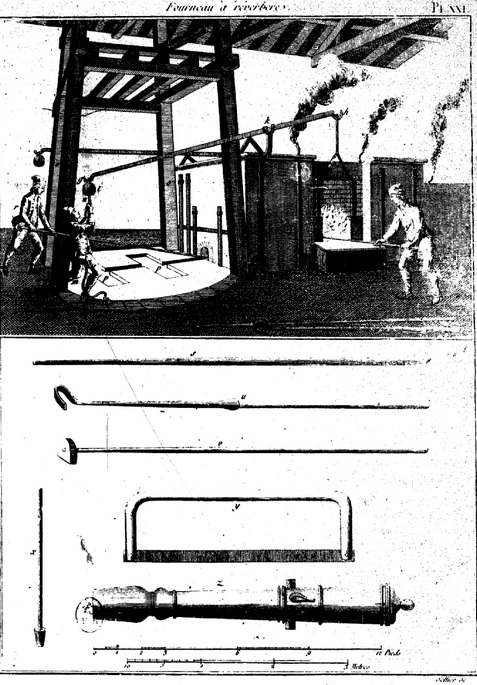
Fourneau « à réverbère ». En bas, un fût « plein » avant forage.
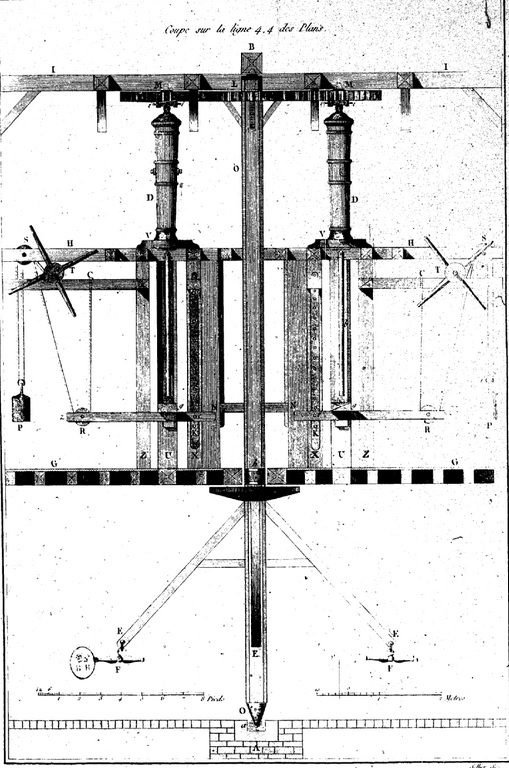
Forage des fûts.
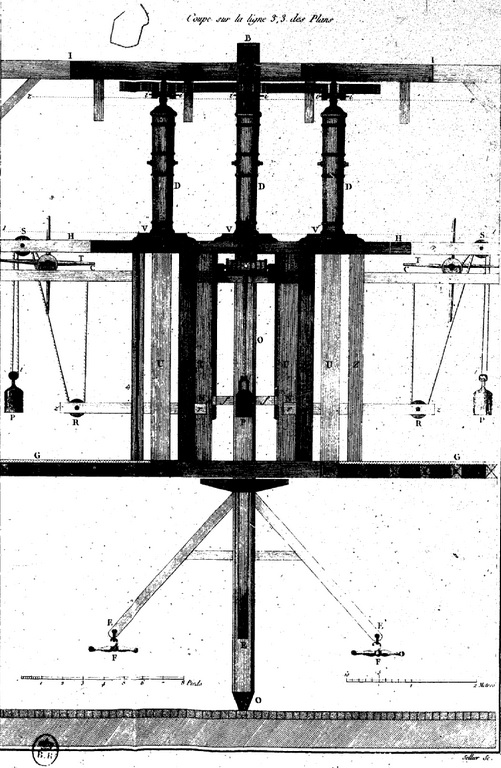
Forage des fûts.
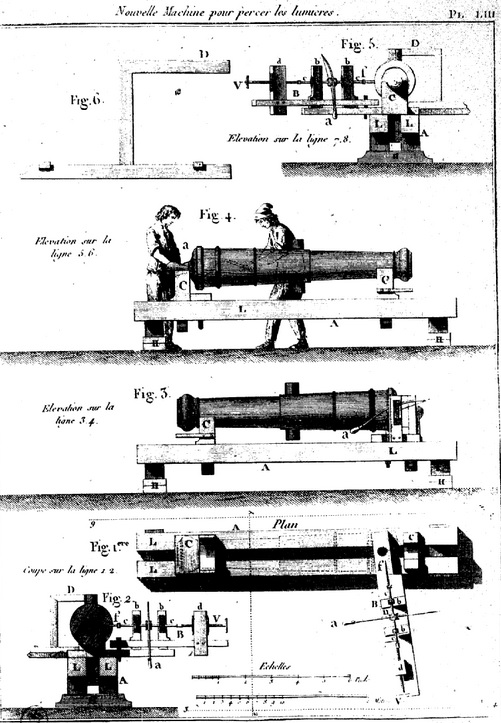
Machine à percer les lumières.

### Armes blanches et armes d'apparat
« Le plus grand désordre régnait en matière d’armes blanches sous la Révolution. Napoléon Bonaparte, alors Consul, décida non seulement de réorganiser la fabrication, mais aussi de fixer un modèle de sabre pour sa cavalerie. Le sabre An IX semble directement s’inspirer du sabre qui équipait les Gardes du Corps et les Grenadiers à Cheval de la Maison du Roi en 1786. Ceci se vérifierait à travers le modèle que le fabricant Liorard ( artisan parisien et important producteur d’armes blanches sous la Révolution ) de Paris propose à la Commission des armes de l’An VIII (commission organisée à l’initiative du Général Gassendi, alors Chef de la Division d’Artillerie au Ministère de la Guerre) et qui sera accepté par les Commissions de l’An IX [...] 15 199 unités sortiront des manufactures. »

— Site historique du 7e cuirassiers, Les sabres de cuirassiers

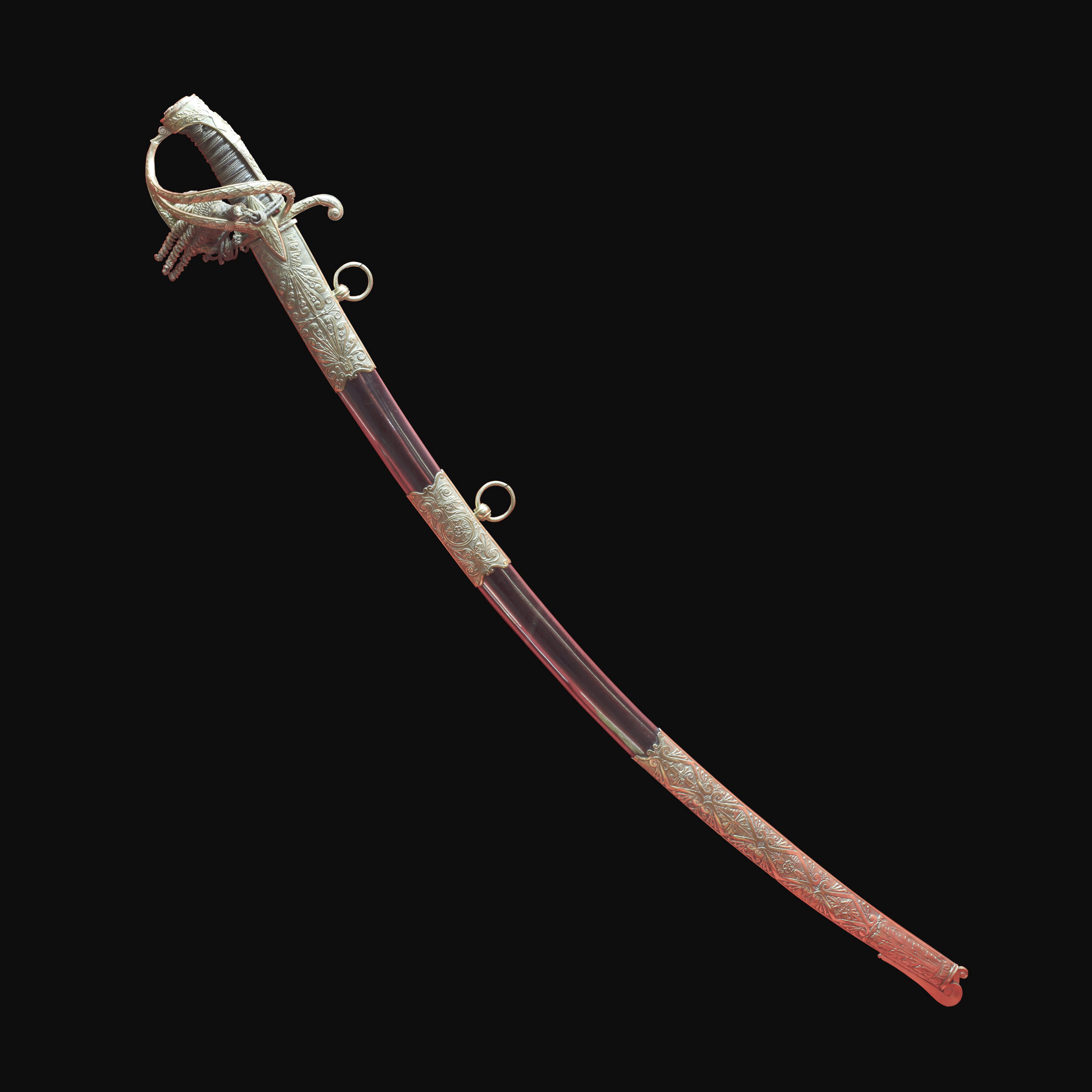
Sabre d'apparat d'officier de hussards.

Établie en 1730 sur ordre de Louis XV, la manufacture d'armes blanches de Klingenthal, en Alsace, est la principale pourvoyeuse d'armes de ce type des armées françaises sous la Révolution et l'Empire : à l'époque impériale, le « village-manufacture » ne compte pas moins d'une quarantaine de forges. Les frères Jacques et Julien Coulaux en sont les directeurs. En 1803, Julien Coulaux assure l'administration pour le compte de son frère qui crée la manufacture d'armes à feu de Mutzig. En 1804, la manufacture de Klingenthal devient « Manufacture Impériale d'armes blanches ».
Un premier atelier d’armes est installé à Versailles le 7 octobre 1793, qui devient la manufacture d'armes de Versailles le 1er février 1794. Nommé par le Directoire « Directeur Général des Manufactures d’armes et Ateliers des réparations de France » le 19 novembre 1798, Nicolas-Noël Boutet assure toutefois principalement l’administration de la manufacture. À l'époque impériale, « la manufacture impériale de Versailles, qui produisait à l'origine des armes de guerre, se spécialisa dans la production d'armes de luxe, destinées surtout à la récompense d'officiers distingués » et en particulier de sabres d'apparat. « Ces dernières vont être usinées avec tant de précision dans les décors, dans les ciselages, dans les plaquages d’or, dans leurs références historiques que ces armes vont devenir des chefs-d'œuvre. En effet, Nicolas-Noël Boutet fera appel à des maîtres d’œuvre d’orfèvrerie afin d’obtenir des pièces d’une immense élégance tant leurs finitions seront soignées. L’Empereur Napoléon 1er, attaché à ses armées, honorera le travail de cette Manufacture. ».

### Effets et fournitures militaires

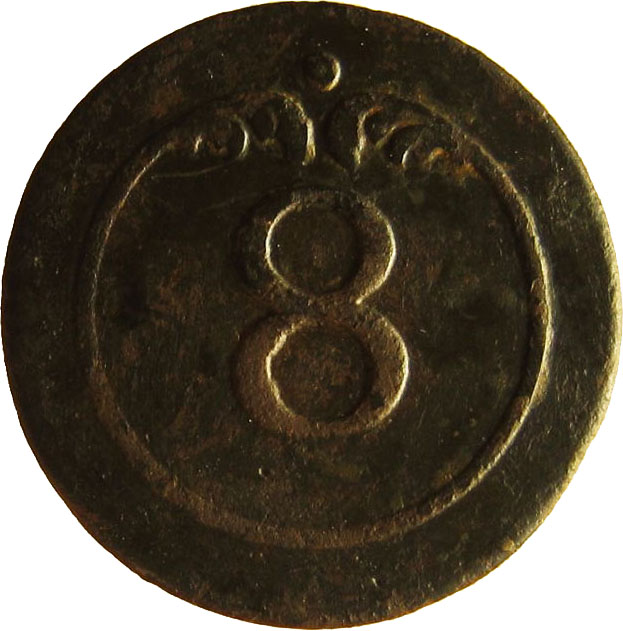
Bouton d'uniforme du 8e régiment de ligne.

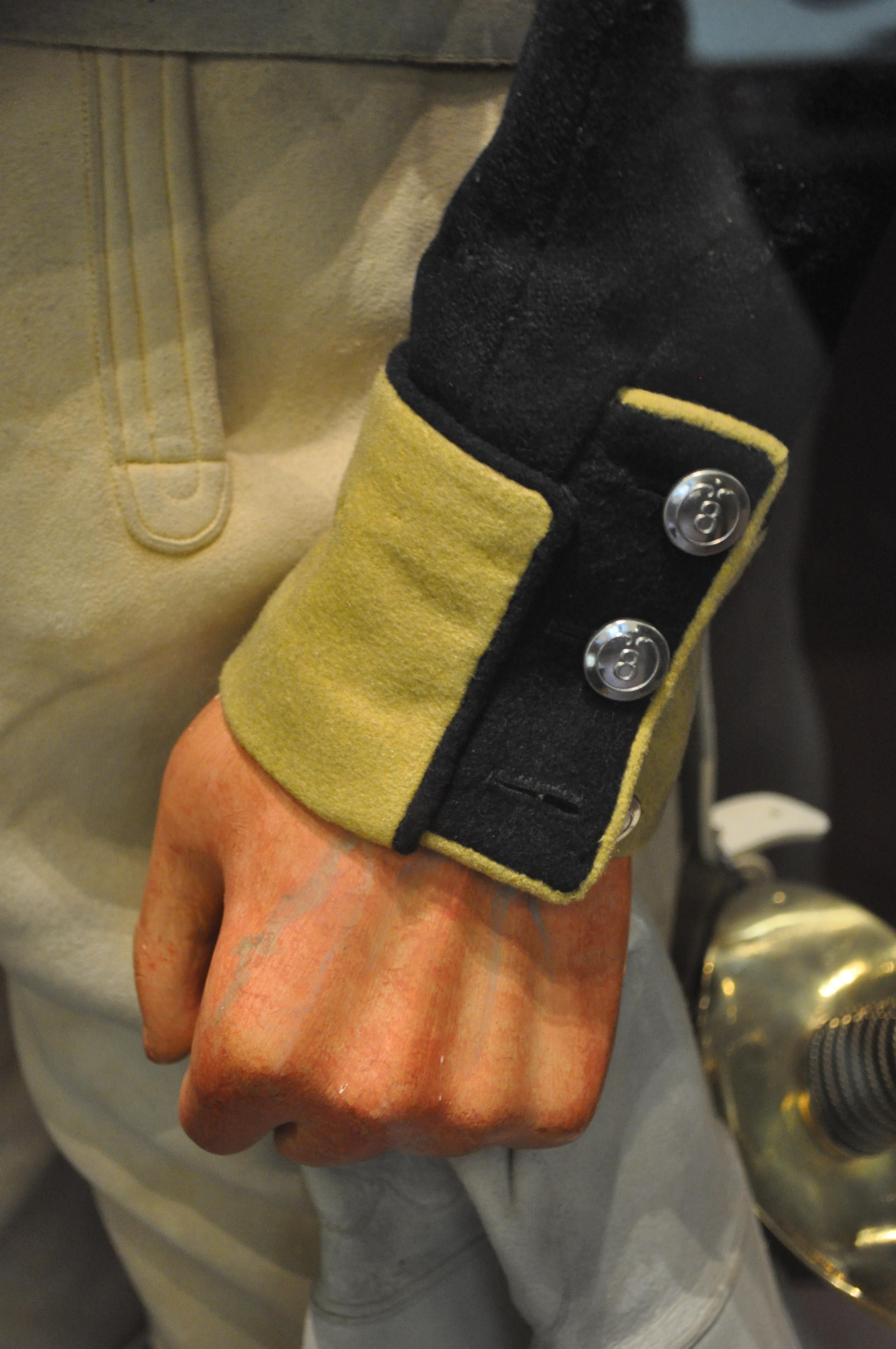
Détail des parements de manche, boutons et passementerie d'un uniforme du 8e régiment de cuirassiers.

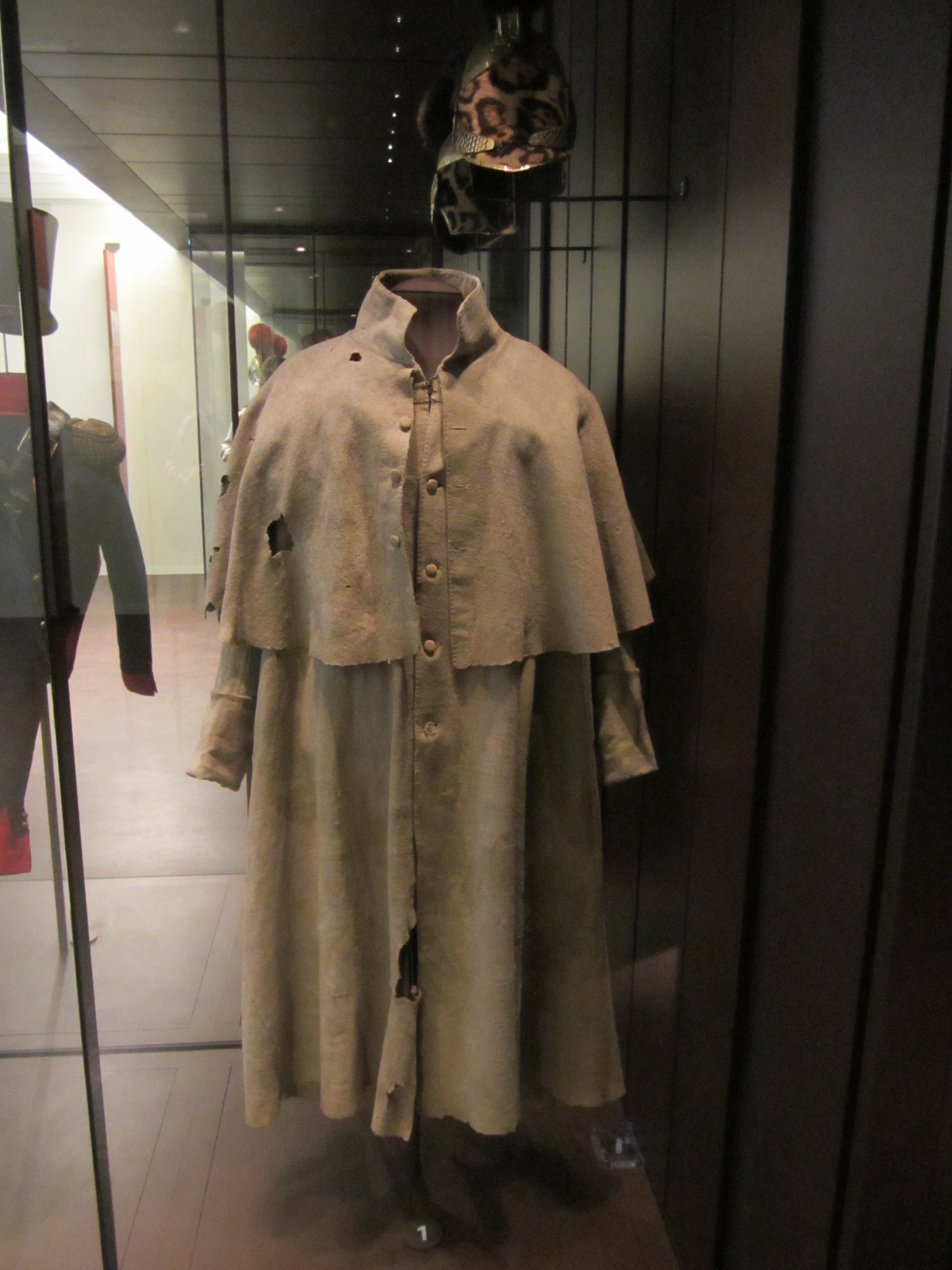
« Manteau à rotonde » de cavalerie et casque de dragon.

Les effets militaires sont l'ensemble des pièces de vêtements et d'équipement individuel - buffleterie, havresac, etc - constitutifs de l'uniforme et des impédiments du soldat.
La fourniture et la fabrication des uniformes et effets militaires étant du ressort des dépôts des unités, travaillant dans leurs propres ateliers et avec l'artisanat et la petite industrie civile (notamment drapiers, tailleurs, fabricants de boutons et d'articles de mercerie), permirent à la fois le développement des petits fabricants locaux et un véritable commerce national d'articles militaires.
L'histoire de la compagnie de Réserve départementale du Puy-de-Dôme, étudiée par l'historien local Fabien Pacaud, donne un aperçu sur la manière dont fonctionnait la fourniture d'effets militaires aux armées. « En ce qui concerne l’équipement à fournir aux hommes le Préfet reçoit le 3 thermidor An XIII (22 juillet 1805) des instructions du ministre de la Guerre, il confie cette mission à un vieux militaire clermontois en retraite, le capitaine Lallemand, qui contacte dans tout l’Empire les sociétés aptes à lui fournir de quoi équiper la compagnie ». Le besoin en équipement militaire des Préfectures, chargées de mettre sur pied ces unités de réserve et de dépôt « fait l’aubaine des vendeurs par correspondance qui proposent leurs produits en laissant des brochures, envoyées par courrier ou peut être par un voyageur de commerce. La compagnie, ayant tout au long de son existence besoin de nouveau matériel, ne cessera d’être l’objet de ces publicités. Ainsi reçoit-elle les offres sur courrier imprimé de l’entreprise Janillion et Cie, installée rue Saint-Honoré à Paris, pour la fourniture de tout matériel pour l’équipage des chevaux des officiers de toutes armes et de la gendarmerie, ainsi que pour l’habillement et l’équipement des compagnies de Réserve départementale. Elle reçoit également l’offre pour tout équipement militaire de la manufacture de Pierre Sébastien Perrelle, rue de la Coutellerie, N°10, à Paris [...] pour tout ce qui est grand équipement la compagnie ne trouve pas de manufactures locales et doit faire appel à celles de Paris, ainsi un certain David de Paris fournit 115 gibernes avec leur porte giberne, autant de bretelles de fusils, 16 baudriers, deux colliers de tambours dont un avec plaque, un havresac, un col de lin doublé et une cocarde en cuir verni. Un autre marchant parisien, Bellanger Boisselier, fournit les tambours et la librairie : deux caisses de cuivre montées en peau de veau, avec leurs baguettes, douze livres de théorie en deux volumes, deux livres de comptabilité et trois livres de règlements de service. ».
Concernant le petit équipement, Pacaud précise :

« Le petit équipement est lui beaucoup plus disponible dans la capitale auvergnate. Ainsi boutons, agrafes, boucles, souliers, bas de laine, guêtres, cols noirs, sacs de toile et chemises sont apparemment fournis par des commerces clermontois […] La multiplicité des contrats passés souligne la présence à Clermont d’une abondance de petits artisans. Pour soutenir l’activité économique de son département, et peut être aussi pour diminuer les frais de port, le Préfet (assisté du capitaine Lallemand) laisse majoritairement le marché aux artisans clermontois. Ainsi de nombreuses commandes sont passées : de draps (bleu de ciel, aurore, blanc…) d’aunes de toile, de tricot, de galons, de toile à caleçon pour les sous-officiers, d’habits complets, de chapeaux, de pompons aurore, de bonnets de police, de guêtres, de boutons en tout genre [...] Autrement dit les fournitures pour la nouvelle compagnie sont un marché important, ne serait-ce que pour ces divers effets textiles la Préfecture a déboursé 10 879,68 francs. Ces sommes ont été pour ainsi dire réinvesties dans la société et le commerce local. »

#### Uniformes

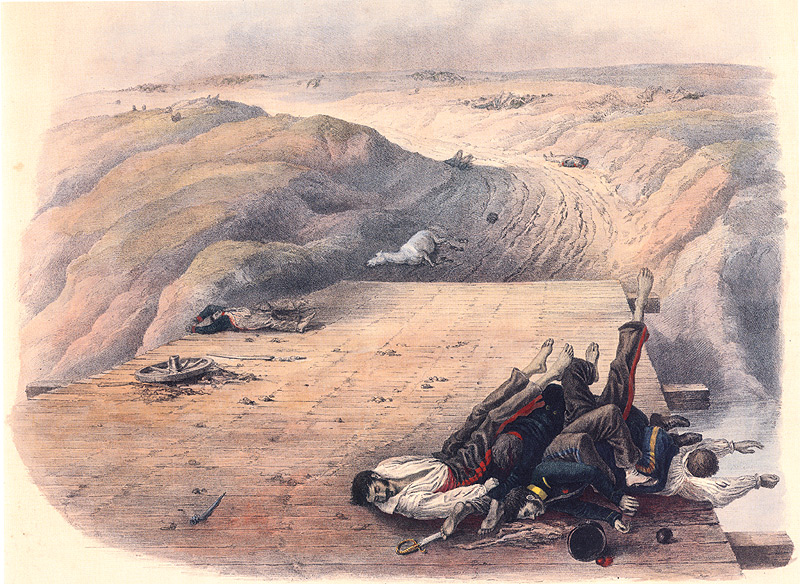
Corps de soldats de la Grande Armée dépouillés de leur équipement. « Nécessité faisant loi », les soldats n'hésitaient pas à récupérer armes et équipements sur les cadavres et les prisonniers pour remplacer l'équipement usé, endommagé ou manquant.

Sous l'Empire, la taille et la confection des uniformes de la troupe sont réalisées principalement par le biais de deux « filiales » : « au dépôt du régiment par un corps de métier spécialisé attaché à l'état major ou par des tailleurs civils ayant des contrats avec l'armée […] Chaque conseil d’administration [des régiments], avec l’accord du colonel, passe des marchés avec les fabricants. Les couleurs de drap sont fixées par les décrets et ordonnances, les prix sont établis par l’Administration générale de la Guerre. En mars 1810, du fait de la dissémination des bataillons et escadrons d’un même régiment, l’Empereur prend la décision de grouper les fournitures dans des magasins d’État répartis sur toute l’étendue de l’immense territoire soumis à son autorité ».
Du fait des problèmes pratiques touchant la mise en œuvre de cette mesure, « Napoléon, en octobre 1811, autorise de nouveau les conseils d’administration de régiments à passer des marchés en limitant ceux-ci à la fabrication de 200 uniformes, le reste étant livré par les magasins d’État ». La fourniture du drap, des tissus et passementeries se fait aux magasins des régiments. « Là, ils sont utilisés ou envoyés auprès des bataillons ou escadrons de guerre dans le petit dépôt où se trouve le conseil d’administration du régiment […] À la réception de ces textiles, voyageant en ballots marqués, un membre du conseil d’administration du régiment, le sous-inspecteur aux revues et le commissaire des guerres de la place vérifient la qualité du drap […] Avec le blocus et les approvisionnements toujours plus conséquents, la qualité des tissus employés tend à être de plus en plus médiocre, les fabricants tirant sur le tissu pour augmenter leur production ». Cette situation entraîne de plus en plus régulièrement des litiges : « généralement, les textiles sont refusés car ils ne correspondent pas aux échantillons envoyés. Ils sont de mauvaise qualité : mal teints et faibles pour la confection d’uniforme ».
« Après acceptation des matières premières par les régiments, ce sont les ouvriers régimentaires qui entrent en œuvre […] Les habits sont fabriqués suivant des patrons et des modèles fournis par l’administration centrale […] déclinés en trois tailles : petit, moyen, grand. Ils peuvent être, par la suite et suivant le vœu du colonel réajustés. Pour les sous-officiers, les habits sont faits par les tailleurs régimentaires, sur mesures et avec un drap plus fin et de meilleure qualité ».

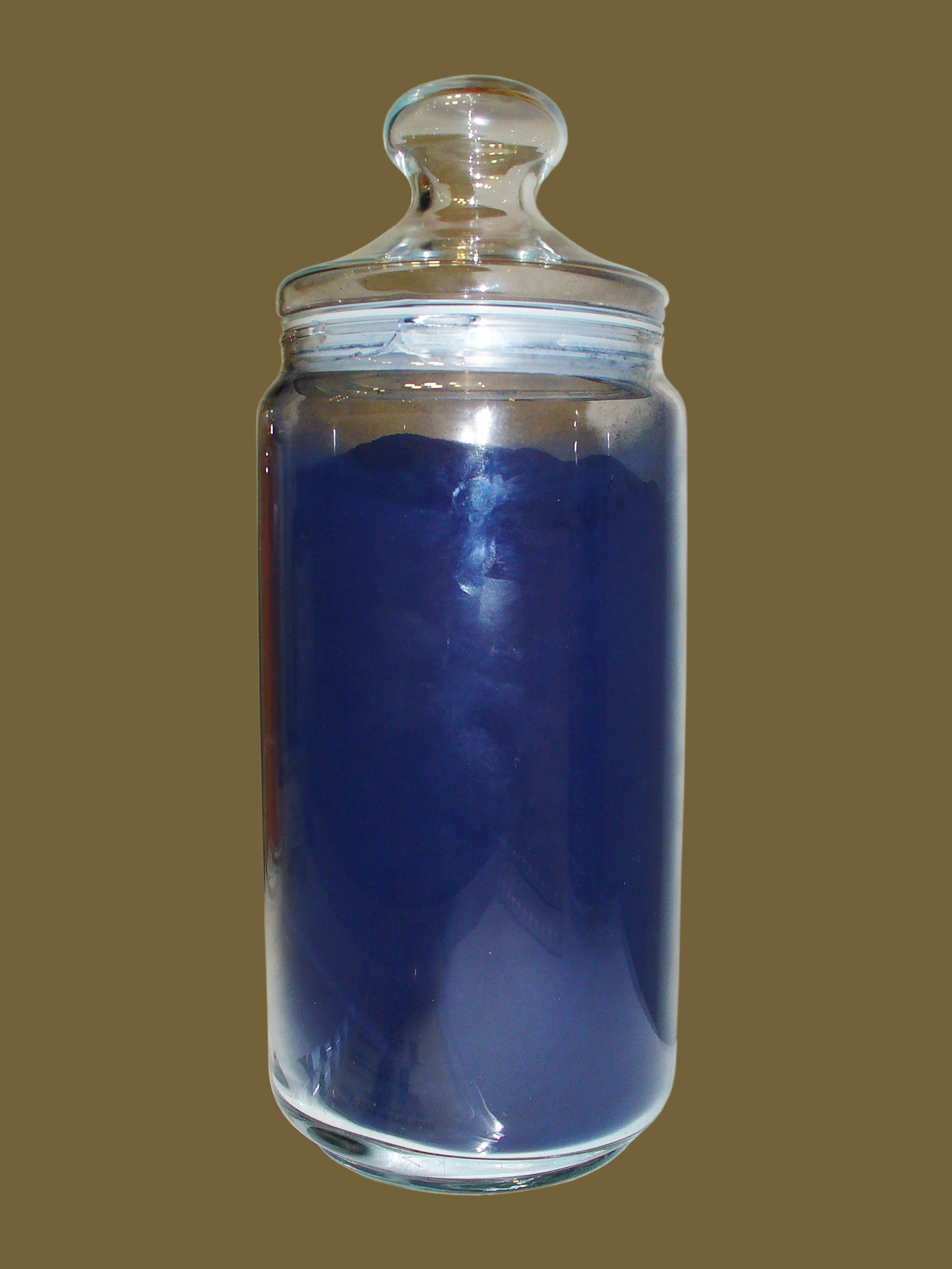
Teinture bleue tirée de l’Isatis tinctoria, le « pastel des teinturiers » qui remplacera l’indigo dans la teinture des uniformes de l'armée française.

Aux côtés des pièces confectionnées par les ouvriers spécialisés des régiments et par les tailleurs civils sur commandes des conseils d’administration des régiments, « une partie de la production sort d’ateliers d’État ou tout du moins de dépôt militaires. C’est le cas pour les chemises, dont les fabrications sont générées par l’inspecteur général de l’habillement et pour les chaussures […] Avec la fourniture d’uniformes fabriqués par l’État, les conseils d’administration voient leurs exigences en matière qualitative très diminuées […] Toutefois, lorsqu'un régiment ne possède pas de tailleurs ou ne reçoit pas d’uniforme de l’État, le colonel ou le major peut faire appel au savoir faire de tailleurs civils pour confectionner des uniformes. C’est ce qui arrive, en 1811, aux hommes du 126e régiment d'infanterie de ligne […] Si en garnison, le conseil d'administration du régiment prend en charge l'habillement et l'équipement des soldats, en campagne, même si les régiments sont pourvus de maîtres tailleurs et de maîtres bottiers, il arrive très souvent que les soldats aient à remplacer eux-mêmes des effets abîmés ou les choses qui leur manquent avec des fournitures souvent de provenance locale » ou prises sur l'ennemi. Dans ses mémoires, le capitaine Godet signale ainsi qu'après la bataille d'Ulm, les soldats français, dépourvus de manteaux, dépouillèrent leurs prisonniers autrichiens de leurs capotes.
En 1806, à la suite d'une pénurie de teinture indigo, l'armée française reçoit par décret un uniforme blanc. « Les industriels français ayant découvert un « ersatz » de l'indigo dans une plante indigène : le pastel, le décret fut abrogé en 1807 ». En octobre 1810, Napoléon adresse à Eugène de Beauharnais, vice-roi d'Italie, ses « encouragements » pour la production du pastel destiné à remplacer l'indigo à Rieti,.

## Aspects financiers
Comme le soulignent d'emblée Michael D. Bordo et Eugene N. White dans leur étude British and French finance during the Napoleonic Wars :

« les guerres napoléoniennes offrent une expérience unique dans l'histoire de la finance en temps de guerre. Alors que la Grande-Bretagne a été forcée de renoncer au monométallisme et a enduré une inflation soutenue, la France a conservé son système bimétallique pour la durée de la guerre. Le financement des guerres napoléoniennes se démarque parmi les conflits de durée et d'intensité comparables des XIXe et XXe siècles. »

Ces auteurs soutiennent encore que :

« … ces régimes contrastés de financement de guerre étaient la conséquence de la « crédibilité » de chaque nation comme débiteur […] Compte tenu de sa longue expérience de probité fiscale, associée aux procédures de contrôle budgétaire par le Parlement, la Grande-Bretagne put continuer à financer une fraction substantielle de ses dépenses de guerre par l'emprunt, les taux d'intérêt étant relativement faibles. Le taux d'imposition britannique n'a guère varié au cours de la plus grande partie du XVIIIe siècle et les excédents du temps de paix purent compenser les déficits du temps de guerre pour assurer le remboursement des dettes accumulées […] La France, de son côté, avait ruiné sa réputation dans la dernière décennie de l'Ancien Régime et sous la Révolution. »

Cette situation rendait dès lors le pays totalement dépendant de sa fiscalité pour le financement de ses dépenses publiques, le recours à l'emprunt restant très problématique du fait de la méfiance du public à la suite des expériences financières catastrophiques de la période révolutionnaire (banqueroute des deux tiers). Toutes les recettes publiques seront mises à contribution pour financer l'effort de guerre. Dans son étude déjà citée, Pacaud note ainsi, évoquant le « défi » que représente pour le Préfet la levée de la compagnie de réserve auvergnate :

« cet administrateur […] est enjoint à financer les dépenses par le vingtième de tous les revenus des communes du département qui, s’avérant insuffisant pour la majorité d’entre eux (seuls quatorze se contentent de ce vingtième) peut être complété par le centime additionnel, c'est-à-dire un centième de la contribution foncière et de la contribution personnelle, somptuaire et mobilière imposée au département. Malgré une population départementale de 508 000 habitants, le préfet du Puy-de-Dôme ne dispose que de 9 900 francs grâce au vingtième, il s’avère être le plus pauvre parmi ceux devant lever une compagnie de 3e classe. L’entretien d’une compagnie de 3ème classe revient théoriquement à 32 479,50 francs par an. Le recours au centime additionnel est donc indispensable, offrant à la préfecture du Puy-de-Dôme une manne non négligeable de 28 500 francs (pour l’An XIV). Avec cette somme, soit 38 400 francs, le préfet doit préparer tout ce qui sera nécessaire à la compagnie de sorte que les soldats du 1er vendémiaire puissent être logés, habillés, armés et nourris. »

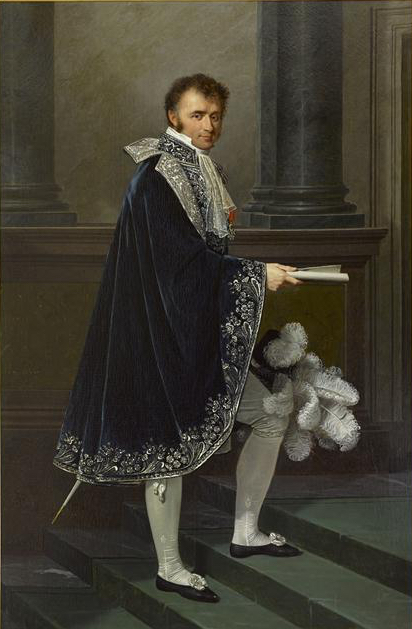
Nicolas François Mollien, ministre du Trésor Public (Finances) de 1806 à 1814 qui aura la lourde tâche de financer les guerres de l'Empereur.

En termes globaux, à partir de 1810, les budgets militaires sont en constante augmentation. En 1810, ils s'élèvent à 503 millions de francs. Le budget de 1811 prévoit au titre de dépenses pour l'armée 460 000 000 de francs qui sont finalement portés à 506 096 000 de francs. Ces dépenses pour l'armée et pour la marine absorbent 60 % du budget de l'État prévu pour 954 000 000 de francs — clôturé finalement à 1 103 367 000. C'est à partir de cette année que le déficit budgétaire apparaît, et il se révèle de plus en plus difficile à combler. En 1812 les dépenses militaires sont estimées à 710 millions et en 1813 un total de 817 millions est atteint. L'année 1814 voit un déficit évalué à 579 000 000 de francs. Au début des Cent-Jours, l'arriéré de la dette du ministère de la Guerre est encore de 247 380 000 francs. Si Napoléon croyait que grâce aux guerres, il pouvait constamment équilibrer ses budgets selon l'adage « la guerre nourrit la guerre », Mollien, dans ses volumineux « Mémoires », constate qu'« il n'est pas une seule des plus glorieuses campagnes de l'Empire qui ne lui ait coûté plus cher que n'ont produit les contributions qui ont puni l'Allemagne de ses impudentes attaques ».

## Administration militaire
Le 17 ventôse an X (8 mars 1802), une réorganisation administrative détache la gestion de l'intendance et de la logistique des armées des compétences du ministre de la Guerre pour la confier à un ministère de l'administration de la Guerre. À ce nouveau ministère sont adjoints un intendant général de la Grande Armée et un directeur général des revues et de la conscription, auxquels sont subordonnés des « commissaires de guerre » et des « inspecteurs aux revues ». « Ces deux corps comprenaient 436 fonctionnaires hiérarchisés à qui allait incomber la lourde tâche de gérer l'armée napoléonienne ». Ils connaissent encore diverses réformes et réorganisations sous le Consulat et l'Empire, l'intention de Napoléon étant de ne plus voir se renouveler les errements — gabegie, corruption, incompétence, abus de pouvoir — de la période révolutionnaire en séparant les tâches administratives, comptables et logistiques.

### Pierre Daru, intendant général des armées et administrateur militaire

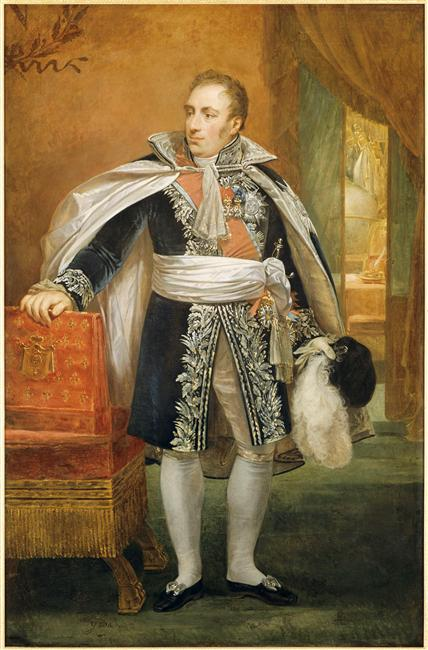
Pierre Antoine Noël Mathieu Bruno, comte Daru d'après Antoine-Jean Gros.

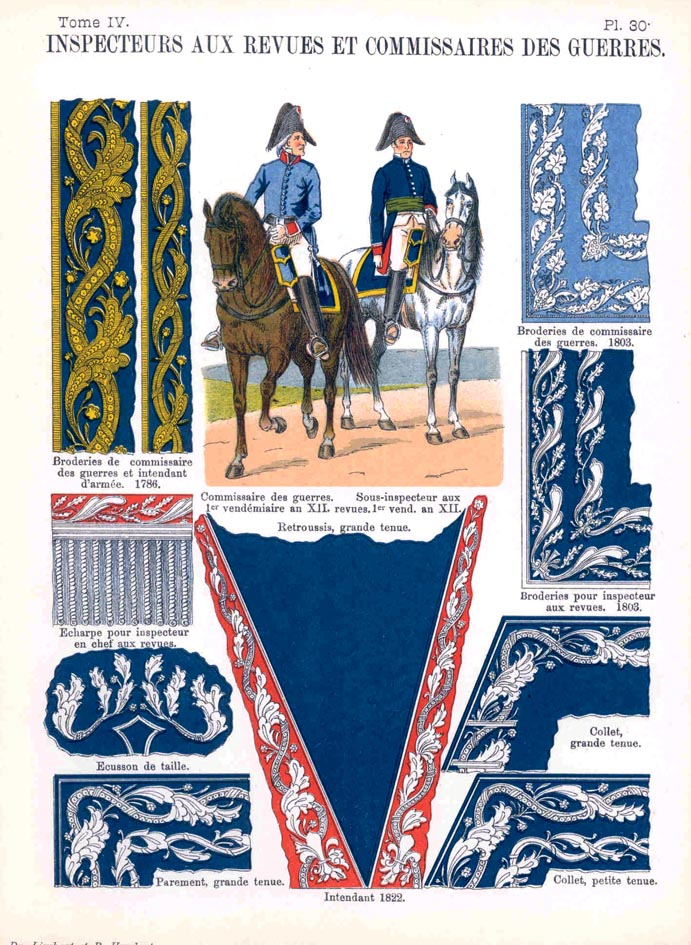
Inspecteur aux revues et commissaire des guerres, 1803. Planche du recueil d'uniformes de Lienhart & Humbert, 1902.

Pierre Daru commence sa carrière dans l'administration et l'intendance militaires le 10 avril 1784, à l'âge de 17 ans, comme « commissaire provincial des guerres ». Il sert encore un temps dans ces fonctions sous la Seconde Restauration, intervenant notamment en 1816 dans la réorganisation du corps des intendants militaires sur pied de paix. Pendant la période révolutionnaire, il est le bras droit de Claude-Louis Petiet, ministre de la Guerre jusqu'à sa révocation le 16 juillet 1797, chargé de l'intendance. Adjoint de ce dernier dans ses diverses fonctions d'intendance et d'administration militaire sous le Consulat (voir infra), il lui succède finalement au poste d'intendant général de la Grande Armée le 19 octobre 1806.

### «Commissaires-ordonnateurs de guerre»
Sous la royauté, concurremment avec les intendants des armées, les commissaires des guerres étaient chargés de l'administration de l'armée. Cette institution héritée de l'Ancien Régime fut réformée sous la Révolution à plusieurs reprises notamment en supprimant les postes d'intendants et en réorganisant le corps des commissaires des guerres, leur titre changeant également à l'occasion de diverses révisions législatives. Ce commissariat des guerres est une nouvelle fois réformé au début du Consulat le 9 pluviôse an VIII (29 janvier 1800).
En 1803, le personnel de ce corps est réorganisé en commissaires-ordonnateurs en chef, commissaires-ordonnateurs de division et commissaires-ordinaires des guerres. Sous l'Empire, il y a un intendant général par armée, doté d'attributions distinctes étendues à tous les services administratifs.
Les attributions de ce corps ont déjà été définies par une loi du 28 nivôse an III : « surveillance des approvisionnements en tout genre, tant aux armées que dans les places ; la levée des contributions en pays ennemis ; la police des étapes et convois militaires ; les équipages des vivres, de l'artillerie et des ambulances ; les hôpitaux, prisons, corps de garde et autres établissements militaires ; les distributions de vivres, fourrage, chauffage, habillement et équipement ; la vérification des dépenses résultant de ces distributions, et de toutes les autres dépenses exceptée celle de la solde ».

### «Inspecteurs aux revues»
Le corps des inspecteurs aux revues fut institué sous la Révolution, venant compléter celui des commissaires des guerres. Il se vit attribuer l'administration et la surveillance des corps de troupes et la gestion des conseils d'administration et du personnel. En 1801, les fonctionnaires qui le composaient portaient les titres d'inspecteurs en chef, d'inspecteurs et de sous-inspecteurs de 1re, 2e et 3e classe. En date du 18 avril 1811, un décret créa, en outre, la fonction d'adjoint aux sous-inspecteurs aux revues.
Ces inspecteurs « sont chargés de l'organisation, embrigadement, incorporation, levée, licenciement, solde et comptabilité des corps militaires, de la tenue des contrôles et de la formation des revues ». Ils étaient choisis parmi des officiers généraux et supérieurs, jugés dignes par leur talent, leur zèle et leur moralité ».

## Infrastructures au service de l'effort de guerre et des armées

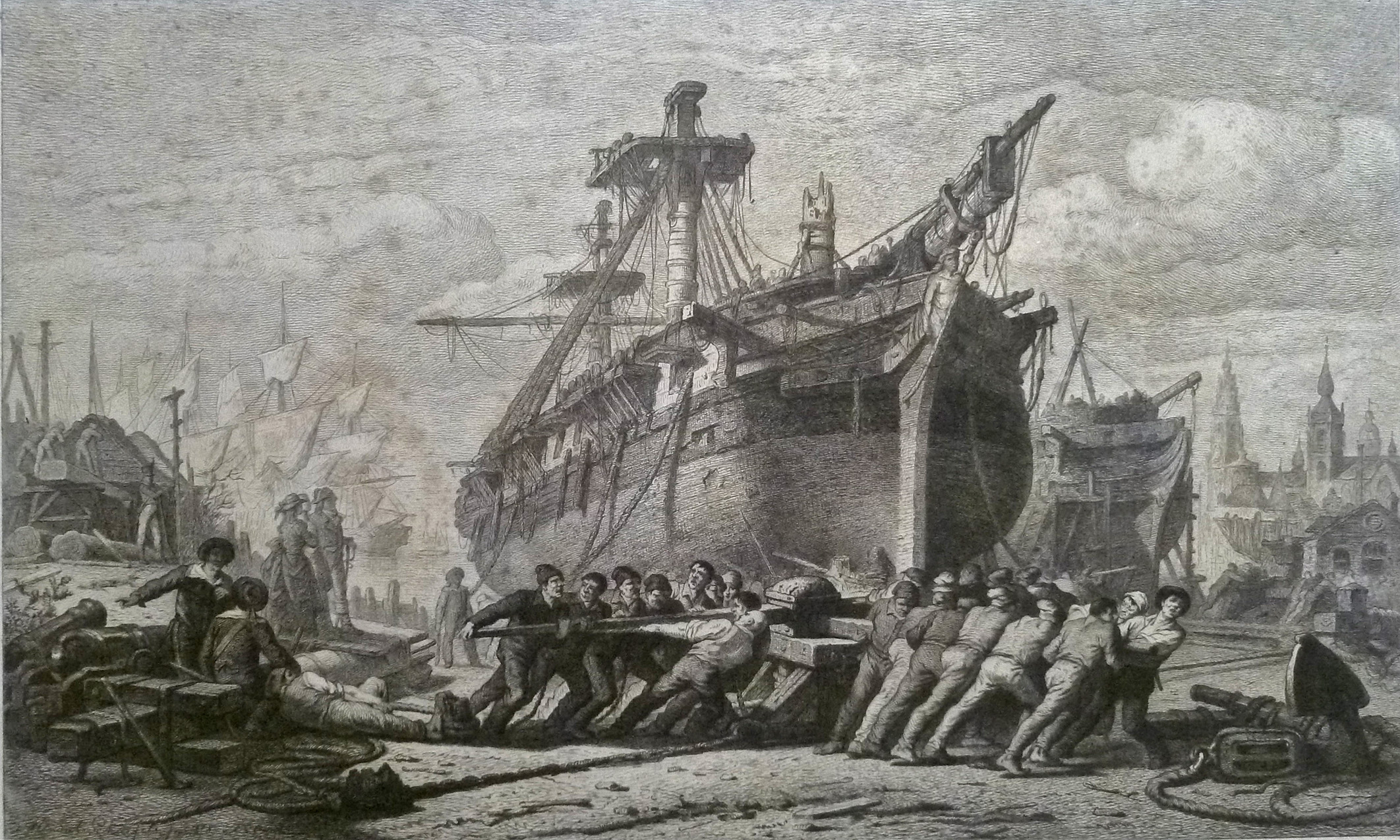
Le chantier naval d'Anvers en Belgique en 1804.

Sous l'ère napoléonienne, diverses infrastructures (chantiers navals, arsenaux, magasins, manufactures) sont développées ou mises en place pour soutenir l'effort de guerre : on a évoqué plus haut l'inauguration de la fonderie de canons de Liège en 1803. À la fin de cette même année, une manufacture d'armes est implantée à Mutzig dans le château et ses dépendances achetées par les frères Coulaux, qui administraient la manufacture de Klingenthal. Des boulangeries, des ateliers de fabrication d'uniformes et des magasins sont établis dans les pays traversés tout au long des campagnes de l'armée impériale en Allemagne, en Autriche, en Pologne et en Biélorussie par les soins de Daru, intendant général de l'armée.
Pendant les guerres napoléoniennes, le génie militaire contribue à la mise en place de ponts et à l'aménagement des routes dans les pays envahis afin de faciliter le déplacement des troupes et de leurs approvisionnements. Dès la fin du Consulat, le réseau routier planifié par Jean-Antoine Chaptal est développé sur tout le territoire français, donnant naissance au système des « routes impériales ».

## Intendance et logistique aux armées en campagne

### Constitution de la Grande Armée et premières campagnes (1803-1806)

#### Le «Camp de Boulogne»

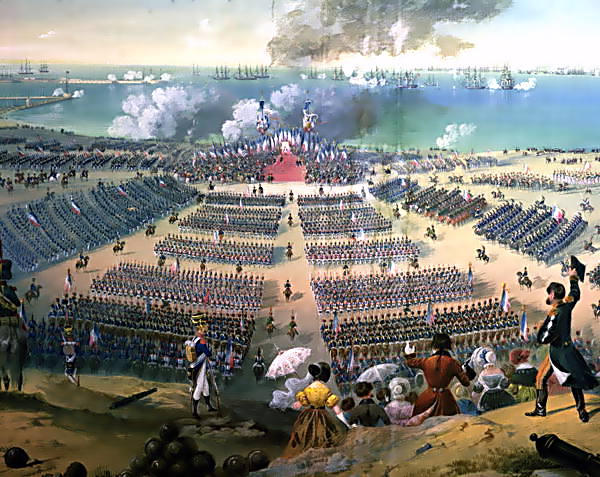
Inspection des troupes à Boulogne, le 15 août 1804.

Le 31 août 1805, l'Armée des côtes de l'Océan de la période révolutionnaire, reconstituée à partir de 1803 au « Camp de Boulogne » — en fait un vaste complexe de camps implantés dans le Pas-de-Calais et jusque Bruges en Belgique et Utrecht aux Pays-Bas — pour envahir l'Angleterre à la suite de la rupture de la paix d'Amiens et à la déclaration de guerre du Royaume-Uni du 23 mai 1803, devient la Grande Armée par un ordre du jour du quartier-général impérial. Ce changement de dénomination marque aussi un changement de stratégie de Napoléon qui a renoncé à l'invasion de la « perfide Albion », sa flotte se trouvant coincée par l'amiral Horatio Nelson dans le port de Cadix en Espagne depuis le 22 juillet, pour affronter sur le continent ses alliés de la Troisième Coalition.
L'organisation de la Grande Armée commence le 14 juin 1803, Pierre Daru ayant reçu dès le 28 mai l'ordre d'établir un camp pour 80 000 à 90 000 hommes à Saint-Omer. Dans un premier temps, il dresse un rapport établissant les impératifs logistiques et administratifs de l'entreprise : « les approvisionnements doivent être faits pour six mois […] il faut 100 000 rations quotidiennes […] et pour 18 000 chevaux, 20 000 […] De plus, il faudra 2 400 chevaux pour l'artillerie, 636 pour les vivres et 160 pour les ambulances […] L'administration devra passer des revues, éviter les agents incapables ou immoraux et fournir tous les moyens ». Claude-Louis Petiet est nommé ordonnateur en chef des camps puis commissaire général, Daru restant son adjoint. En 1805, Petiet hérite de la charge d'intendant général de la Grande Armée et Daru est nommé commissaire général. Il est appelé à remplacer son supérieur l'année suivante.

#### Premières campagnes (1805-1806)
Suivant en cela la pensée de Guibert, la doctrine militaire de Napoléon est avant tout orientée vers le mouvement et l'offensive. Sa priorité est donc de rendre ses corps de batailles « inter-armes » très mobiles en les allégeant au maximum, à charge de l'intendance de « suivre ». Ses colonnes de marche sont soulagées au maximum de leur impedimenta (bagages et équipements), précédées par des détachements accompagnés de commissaires et d'inspecteurs chargés de préparer en avant les étapes avec tous les moyens disponibles (dépôts, achats, réquisitions) et suivies par leur artillerie et leur charroi d'équipement, de munitions et de subsistances dont le convoyage est pris en charge essentiellement par des voituriers civils. C'est cette façon de faire qui est appliquée dès la campagne d'Autriche de 1805, première campagne militaire majeure de l'Empire.

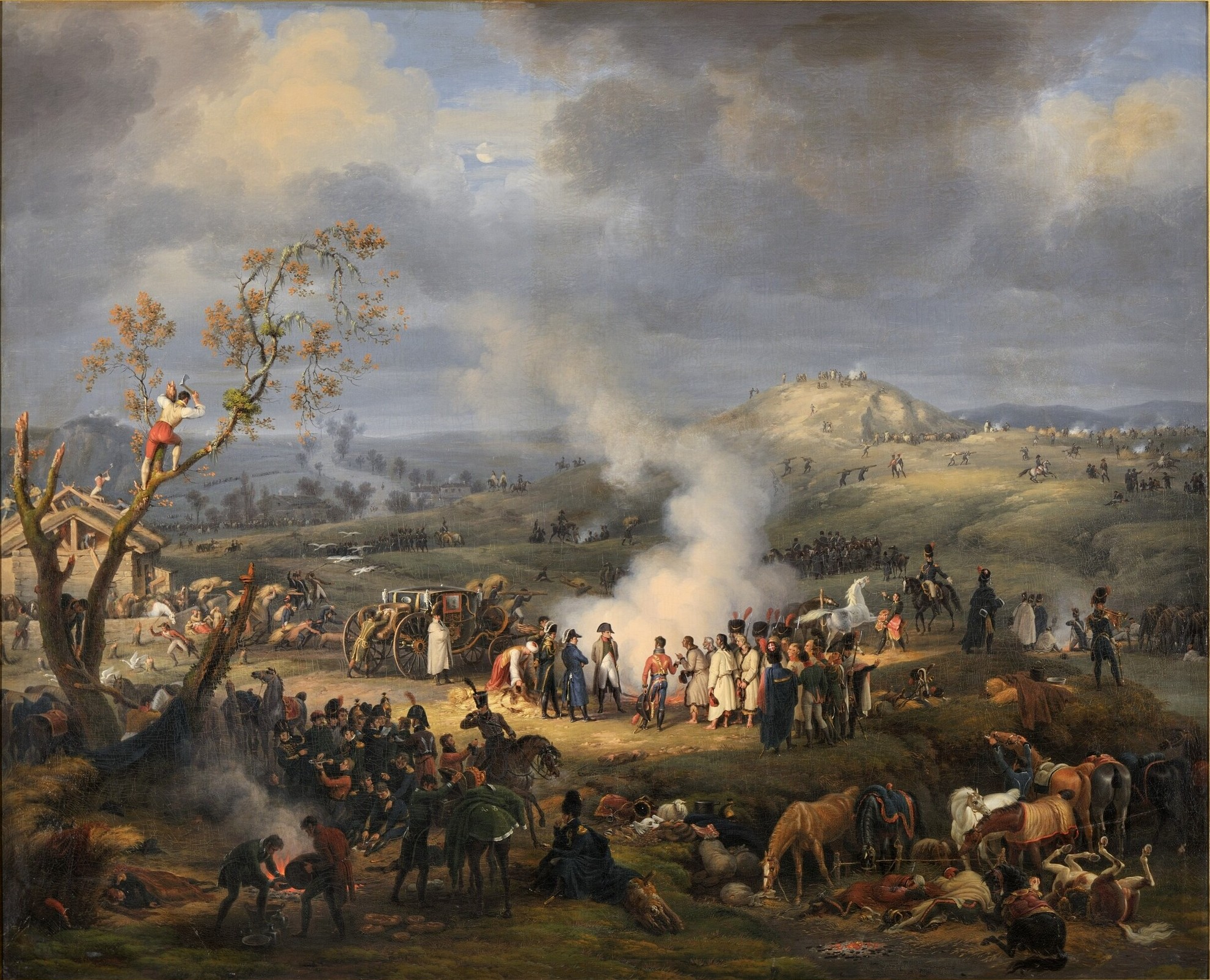
Le bivouac de la Grande Armée à l'aube de la bataille d'Austerlitz, d'après Louis-François Lejeune. La campagne d’Autriche de 1805 met au jour les lacunes de l'intendance de l'armée napoléonienne, qui connaît une première véritable crise lors de la campagne de Prusse et de Pologne dès la fin de l'année suivante.

Le 27 août, la Grande Armée s'ébranle vers l'est et marche sur l'Europe centrale : c'est le début de la campagne d’Autriche qui se conclut le 2 décembre par la victoire d'Austerlitz et est sanctionnée par le traité de Presbourg et le premier traité de Schönbrunn. La campagne commence bien : « les cinq corps d'armée qui traversent la France sont ravitaillés et nourris à chaque étape : l'intendance est bien faite […] Avant de passer le Rhin, Napoléon fait doter chaque soldat de quatre paires de souliers, de quatre jours de pain et de quatre jours de biscuits ». Après le franchissement du fleuve, elle met cependant d'emblée en exergue les limites et les défaillances de la logistique militaire de l'époque, que connaît l'armée napoléonienne au cours de chacune de ses campagnes et qui atteignent leur acmé pendant la campagne de Russie en 1812, amenant celle-ci au point de rupture. « La première est que l'armée, pour être convenablement ravitaillée, devait en fait se déplacer constamment, sinon les problèmes logistiques pouvaient devenir critiques et l’on était alors forcé d’avoir recours aux magasins. Ainsi, lors de la campagne de 1805, si la Grande Armée a surtout vécu sur les pays traversés, c’est en grande partie par nécessité (les rations qui devaient être rassemblées sur son chemin à Strasbourg, Mayence puis en Bavière ne furent pas prêtes à temps et furent donc insuffisantes) et certains moments furent plutôt critiques. En fait, de grandes difficultés apparaissaient lorsque l’armée devait se rassembler sur un espace restreint. Ce fut le cas par exemple lorsque la Grande Armée arriva sur Ulm ou lorsqu'elle dut ensuite poursuivre sa route vers Vienne et emprunter une seule route en longeant le Danube. Là, les pays traversés ne suffirent plus à entretenir l’armée et il fallut recourir aux réserves des magasins ou aux provisions faites précédemment », le principal problème étant alors celui de leur acheminement jusqu'aux étapes et bivouacs.
Une première crise sérieuse voit le jour pendant la campagne de Prusse et de Pologne (1806-1807). Fin 1806, anticipant l'intervention des Russes, Napoléon fait venir des troupes de France pour renforcer la Grande Armée : « en un mois, étaient arrivés de Mayence 670 officiers, plus de 20 000 hommes de troupes et près de 3 000 chevaux ; elle pouvait donc aller au devant des Russes avec confiance ; elle y allait aussi avec une rapidité qui empêchait l'intendance de « suivre » […] Le ravitaillement se raréfie au fur et à mesure que l'armée marche vers l'est. Lannes évoque la pauvreté du désert du Sinaï […] À Varsovie, où Murat et Davout arrivent dans les derniers jours de novembre, on ne trouve que 550 000 rations de pain et 95 000 d'avoine. Les corps d'armée de Bernadotte et de Soult sont peu ravitaillés […] Le désordre et la faim sont tels qu'un ordre du jour menace de punition, voire d'arrestation, les officiers qui arrêtent les convois de ravitaillement […] l'approvisionnement des unités (étant) ralenti, voire arrêté, par des difficultés de transport pendant un hiver rigoureux dans un pays peu équipé en voies de communications ».

### Remonte de cavalerie et chevaux aux armées

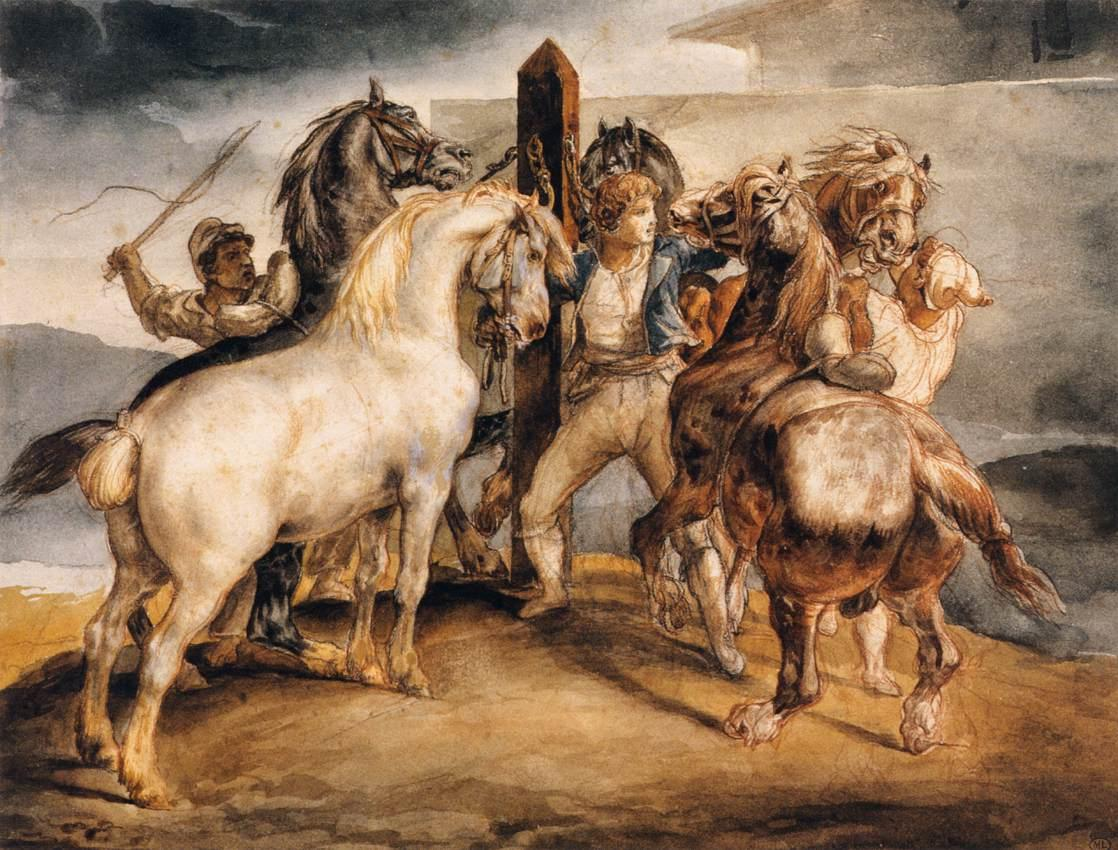
Marchands de chevaux à la fin des années 1810 d'après Théodore Géricault.

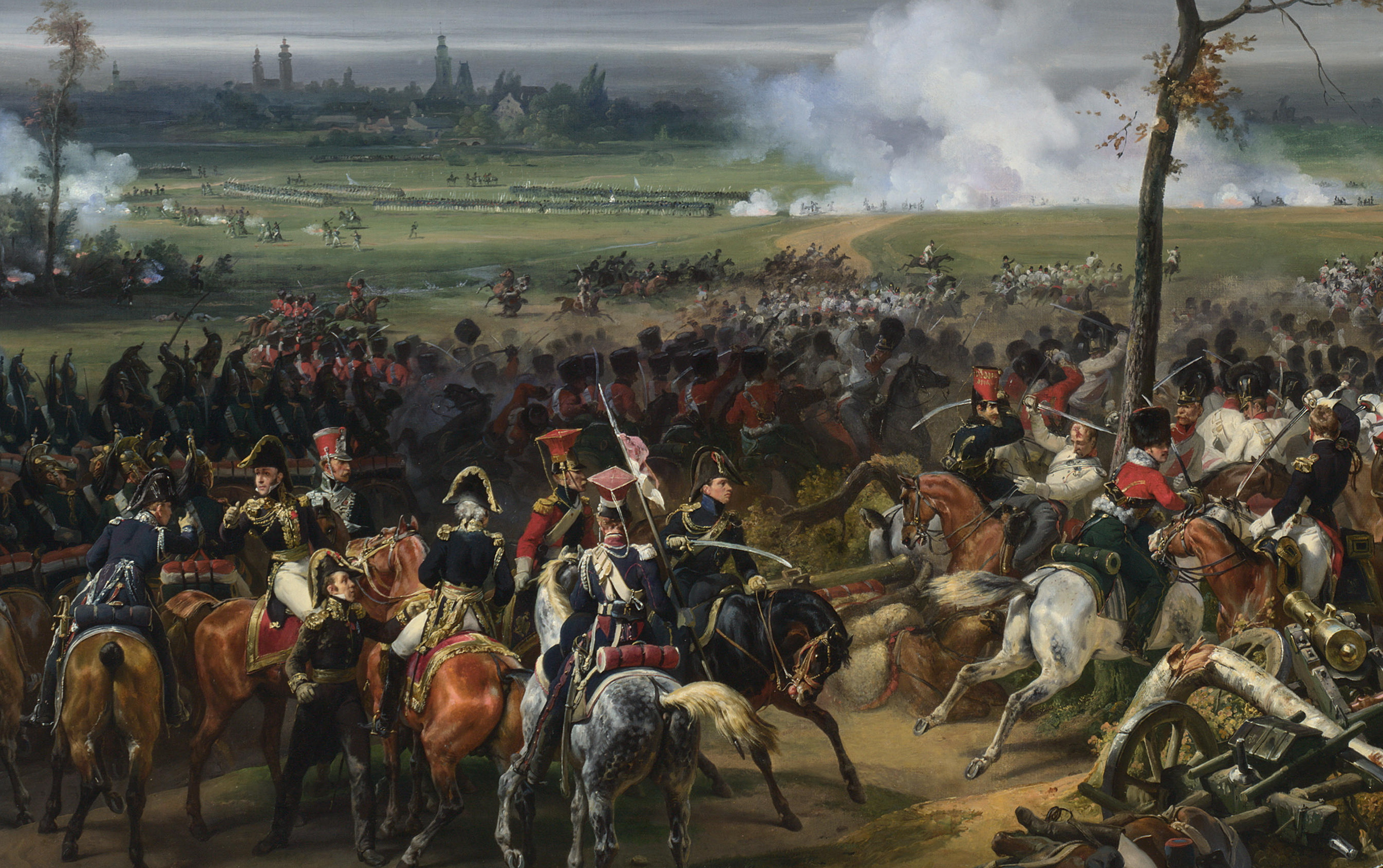
La cavalerie française à la bataille de Hanau.

Si la cavalerie impériale écrivit quelques-unes des plus glorieuses pages de l'histoire des guerres napoléoniennes, l'approvisionnement en chevaux, tant de selle que de trait, resta pour l'armée française un problème récurrent notamment en raison de la piètre qualité du cheptel équin français de l'époque, que déplore notamment l'historien Denis Bogros dans son « Histoire du cheval de troupe de la cavalerie française 1515-1918 ». À ce problème viennent s'ajouter, selon cet auteur, la mauvaise volonté du monde paysan face aux exigences de l'armée — « les cultivateurs déjà peu orientés vers le cheval de selle de guerre s'arrangeront, volontairement, à faire une production chevaline de mauvaise qualité, mais suffisante pour assurer les travaux à courtes distances. Ils espéraient décourager les levées de l'Etat. Ce fut un échec ! Et ce fut le cavalier de troupe que l'on envoya au combat, mal équipé ! » — et l'incompétence des responsables civils et militaires de la remonte, y compris l'Empereur lui-même - « La vérité est que Napoléon Ier ne peut échapper au jugement de l'histoire. Il manquait (selon l'érudit Mennesier de la Lance) de connaissances hippologiques et cette lacune, contribua à créer les conditions de l'effroyable consommation de chevaux dans les guerres qu'il a déclarées et les campagnes qu'il a conduites […] Napoléon était chef du gouvernement de la France. La remonte de l'armée est une entreprise sérieuse qui ne s'improvise pas. Chef d'État et chef de guerre, Napoléon n'a pas maîtrisé cette question primordiale » - tant et si bien que « au plan du cheval de troupe […] il est clair que la remonte de l'empire ne fournit que des chevaux inaptes à la guerre ».
« Jusqu'en 1807, la remonte régimentaire est assurée par un officier qui a généralement des marchands attitrés. Par la suite, une commission achète pour l'armée sur les champs de foire et dans les dépôts, des chevaux qui sont ensuite répartis dans les régiments. En pays ennemi, on a souvent recours aux prises de guerre et aux réquisitions ».

### Économat des armées en campagne
« Napoléon Ier, inspiré lui-même par Guibert, avait décidé, pour approvisionner ses troupes dans la plupart de ses campagnes, de faire vivre son armée sur le pays plutôt que de se fier à d'interminables convois répartis sur les longues lignes de communication à partir de la France »

— Eugène Chalvardjian, Impact de l'art de la guerre napoléonien dans la seconde moitié du XIXe siècle

« En campagne, le soldat doit recevoir des vivres dont la distribution est théoriquement réglée de façon précise. La pratique est toute différente; le désir d'aller vite, d'alléger le soldat amène très souvent l'Empereur à fournir les vivres à son armée sur les pays traversés […] Les réquisitions font leur apparition; supportables dans les pays riches (Allemagne, Autriche, Italie du Nord), elles deviennent presque sans effet en Pologne, Espagne, Portugal et Russie »

— Alain Pigeard, Les services des vivres dans les armées du Premier Empire (1804-1815)
Jusqu'au XVIIIe siècle, la guerre est avant tout une affaire de batailles rangées et de sièges de places-fortes, la « guerre de mouvement » se limitant encore à quelques opérations de harcèlement dans le cadre de la « petite guerre » — qui vise notamment à s'emparer d'approvisionnements sur les armées ennemies. Les campagnes ne se limitent bien souvent qu'à une série de longues marches ; les armées étaient encombrées de colonnes de bagages et de convois de ravitaillement, la logistique étant assurée par des entrepreneurs privés, les munitionnaires, et les armées dépendant encore fortement de leurs bases arrière pour leurs approvisionnements, ce qui les oblige, lorsqu'elles s'en éloignent, à vivre sur les pays traversés, amis ou ennemis — ces contraintes logistiques limitant dès lors leur liberté de manœuvres,.

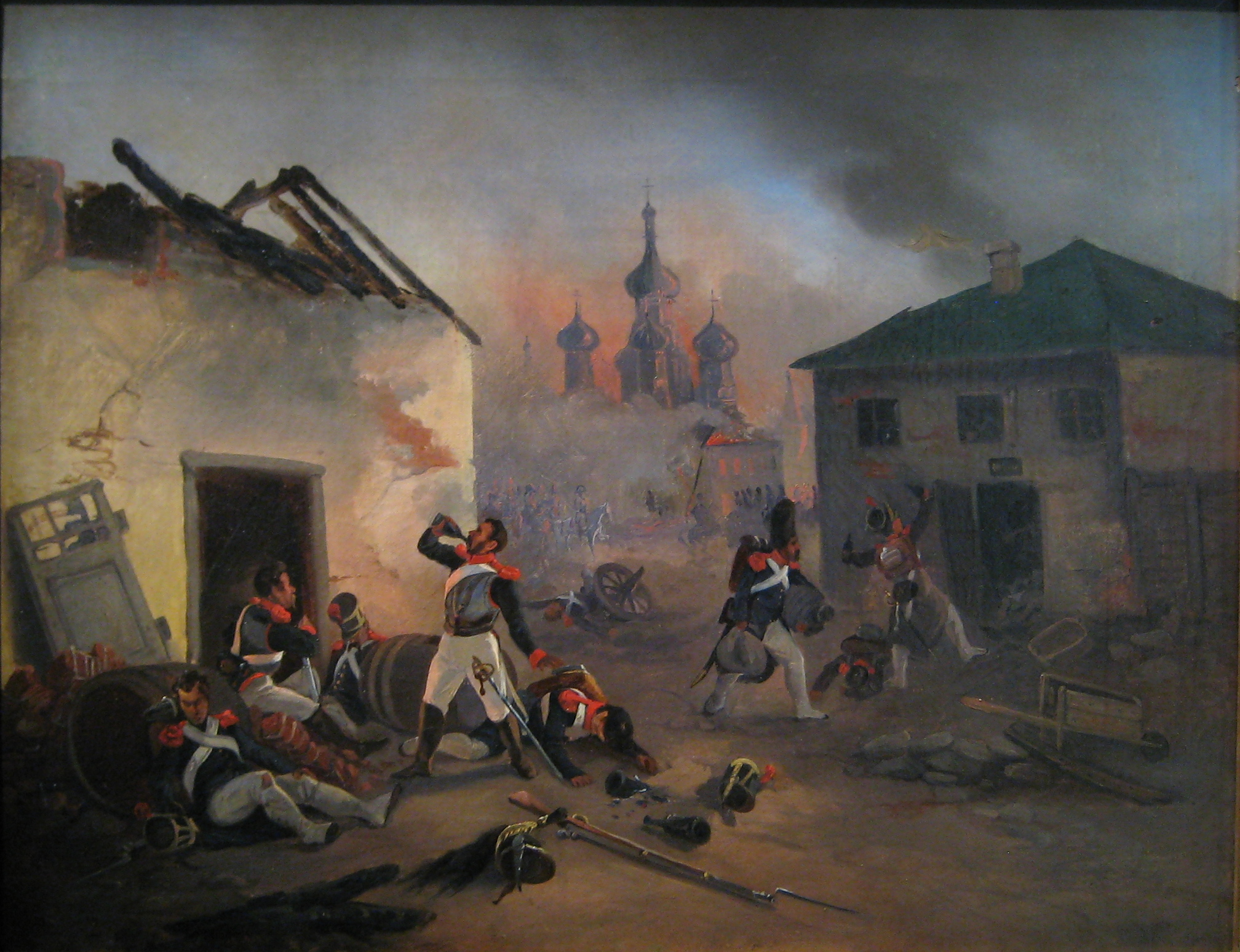
Soldats en maraude à Moscou en 1812. La tactique de la terre brûlée pratiquée par les Russes empêcha la Grande Armée de vivre sur les ressources du pays.

Les guerres de la Révolution amènent l'armée française à opérer à plusieurs reprises en terres étrangères, aux Pays-Bas, en Suisse, en Italie et en Égypte ; le chaos régnant en France obligeant celle-ci à vivre d'expédients, de réquisitions locales, de maraudage voire de pillages. Le « tempo » donné à ses opérations militaires par Napoléon dès l'époque du Consulat — « son système de guerre basé sur la manœuvre d'enveloppement conjuguée à la vitesse » — impose à ses armées d'improviser localement ses approvisionnements mais « néanmoins le système de guerre napoléonien comporte lui aussi ses limites et ses armées ne peuvent vivre entièrement sur le pays ». En 1810, après l'invasion française du Portugal « s’engagea alors une longue guerre d’usure, les deux adversaires recourant à la tactique de la terre brûlée, ce qui provoqua famine et dévastations chez les Portugais, mais affaiblit également les forces napoléoniennes ». Dès lors « Masséna [...] n'avait plus à opter qu'entre deux partis, celui de voir son armée périr de famine et par le fer des Anglo-Portugais, ou de se résigner à l'humiliation d'une retraite volontaire ». Avec celle de Russie deux ans plus tard, cette campagne fut l'une des deux où les insuffisances de la logistique furent pour une bonne part dans les défaites françaises.

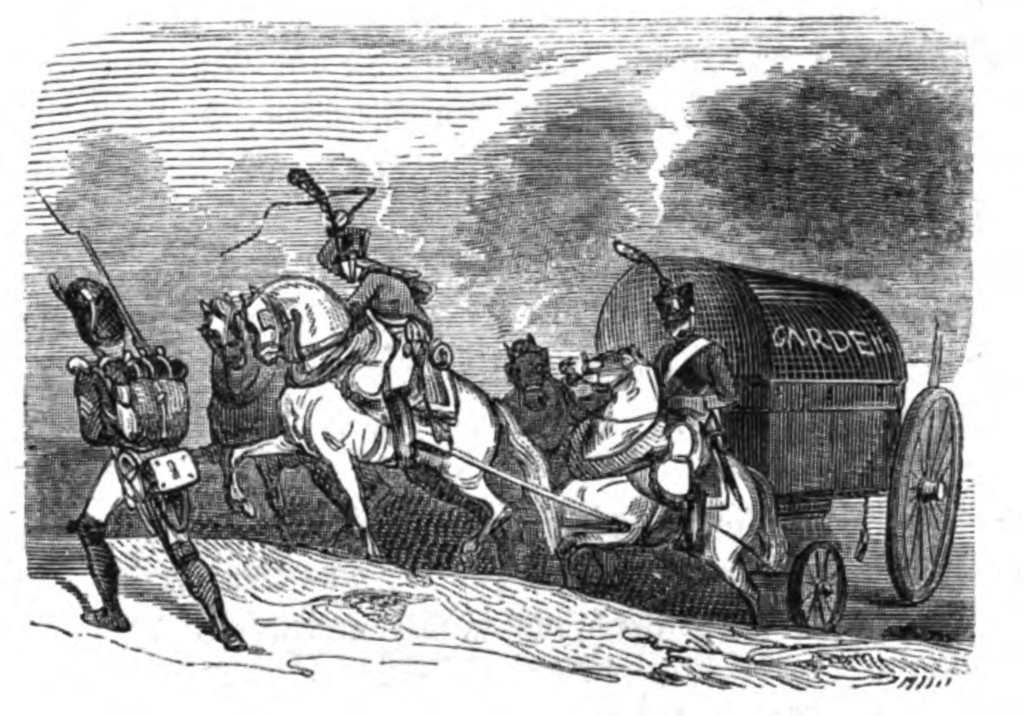
Équipage du train de la Garde impériale.

La gestion du transport de l'approvisionnement est un autre souci auquel fut confrontée l'intendance de l'armée napoléonienne. « Au début des guerres révolutionnaires, tout transport était assuré par le secteur civil. Les munitions étaient transportées par des convois civils et l'artillerie faisait appel à des contractuels civils pour déplacer ses canons et son équipement. Sous l'Empire, une importante société, la « compagnie Breidt », fournissait les voitures, conducteurs et attelages de chevaux à l'armée mais elle déçut tellement Napoléon durant la campagne d'Eylau qu'il fût incapable de manœuvrer comme il l'entendait. Par conséquent, il décida que le transport logistique devait être pris en charge par l'armée et il créa le corps du train ». Un décret impérial signé le 26 mars 1807 au quartier général d'Osterode en province de Prusse-Orientale sanctionna cette décision.

#### Les «subsistances»
La fourniture et la distribution des « subsistances » — vivres et fourrages — étaient attribuées aux munitionnaires qui, contrairement aux commissaires des guerres ou aux inspecteurs, n'étaient pas des fonctionnaires mais des entrepreneurs privés.
La composition des rations de la troupe fit l'objet de diverses interventions de l'Empereur lui-même, dans sa correspondance ou par voie d'ordres et de décrets. En mars 1806, il signe un décret portant sur « la nourriture des troupes par les masses ordinaires » visant à « fournir aux soldats qui composent (les) armées une nourriture plus abondante, qui conserve leur santé et qui contribue à fortifier leur constitution ». Entre autres choses, ce décret règle les budgets consacrés aux approvisionnements, donne les quantités de pain, de viande, de légumes et de soupe à distribuer à la troupe et met en place l'organisation pratique de cet approvisionnement. En novembre, alors que l'armée est désormais engagée dans la campagne de Prusse et de Pologne depuis octobre, « Napoléon, qui est à Berlin, dénonce l'indigence des magasins de vivres qui n'ont que huit jours de stocks. Les difficultés se font le plus sentir en Pologne car le pays est pauvre. L'Empereur fait aménager à Varsovie une manutention pouvant fabriquer, chaque jour, avec trente fours et deux cents boulangers, 400 000 rations de pain. La manœuvre de Bennigsen sur le nord de la Pologne impose à Napoléon de déplacer ses troupes, et les vivres doivent suivre ; chaque corps emporte quatre jours de vivres, la viande sur pied, et les quintaux de farine dans les caissons de l'entreprise Breidt chargée du transport ».

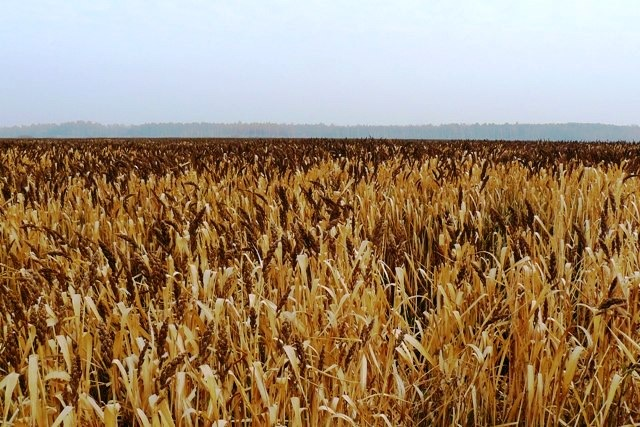
Champs de seigle en Biélorussie. Ce pays deviendra le grenier de l'armée napoléonienne pendant la campagne de Russie. J’ai requis, il y a quinze jours, 6000 quintaux de farine à Borisof : 2000 sont arrivés ici, j’ordonne que les autres 4000 soient dirigés sur Orcha. J’en fais requérir 10000 à Minsk, 4000 à Sienno, et j’envoie des agents pour organiser ces convois et les diriger sur Orcha. Lettre de Napoléon au maréchal Davout du 10 août 1812 de Vitebsk.

En 1812, à la veille de la campagne de Russie, fort des expériences malheureuses de cette campagne de Pologne au cours de laquelle l'armée française eut à affronter un hiver particulièrement rigoureux rendu plus pénible encore par les difficultés d'approvisionnements, Napoléon porta une attention particulière à leur organisation. En février, la ration quotidienne du soldat se composait d'« une livre et demi de pain de munition composé de 2/3 de seigle et 1/3 de froment, 120 g de pain blanc de pur froment, 300 g de viandes y compris la tête et fressure, 240 g de légumes secs ou deux livres de pommes de terre, 1/30ème de livre de sel et 1/16ème de pinte d’eau de vie ». Le 2 juillet, dans une lettre adressée depuis Vilnius à Berthier, major général de la Grande Armée, il s'inquiète des retards pris par la construction des fours à pain dans la ville ; le 11, il revient sur le problème dans deux courriers destinés à Berthier et au duc de Trévise, commandant la Jeune Garde et donne la ration à fournir à la division Roguet de la Garde : « s’assurer que tout son monde ait des vivres à raison d’une demi ration de pain, d’une once et demie ou deux onces de riz, et d’une livre de viande, pour le 12, le 13, le 14, le 15, le 16, le 17 et le 18 ». Le 10 août, il donne l'ordre au maréchal Davout de construire des fours supplémentaires à Orcha, Mohilev, Doubrowna et Rossasna, transformant ainsi la Biélorussie en base arrière logistique. Ces mesures ne suffiront cependant pas et « pour parer à la difficulté de distribuer le pain préparé aux soldats, qui est essentiellement due, non pas à l’absence de  fabrication, mais à l’absence, ou tout au moins, à l’insuffisance de fours, Napoléon tente d’en revenir au système romain de distribution de blé en nature, mais sans succès car l’utilisation de moulins portatifs pose le problème insoluble de la suppression du blutage et parce qu’on considère comme immangeable un pain dont on n’aurait pas extrait le son ». La politique de la terre brûlée pratiquée systématiquement par l'armée russe prive l'armée française de la possibilité de vivre sur le pays, la décision de Napoléon de se retirer de Moscou à la veille de l'hiver entraînant la désastreuse retraite de Russie durant laquelle la famine, tout autant que le froid, les maladies et l'action des cosaques provoque l'annihilation de l'armée napoléonienne.

#### Les réquisitions et le «fourrageage»
La réquisition militaire est un ordre que donne une autorité militaire à une autorité ou des populations civiles pour mettre à sa disposition, entre autres fournitures, des biens (vivres principalement) ou des lieux d'hébergement, moyennant parfois un dédommagement pécuniaire ; le terme de « fourrageage » désignait quant à lui l'action d'approvisionner la troupe sur le terrain en s'emparant des ressources locales (fourrages, farines, denrées alimentaires, etc.)  ou des approvisionnements de l'ennemi - les fourriers étant des sous-officiers plus particulièrement chargés de cette tâche. On utilise dès lors l'expression  « vivre sur le pays » pour désigner ce type d'« économie militaire ».

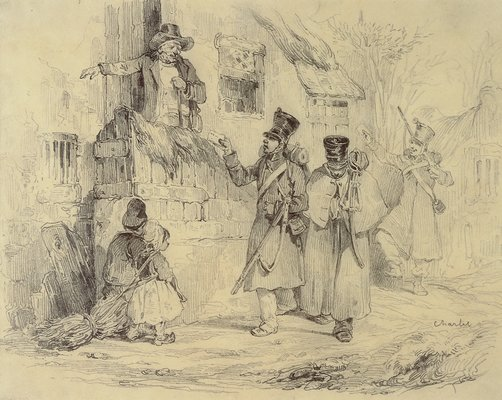
Soldats présentant leur bon de logement chez l'habitant, d'après Nicolas-Toussaint Charlet.

L'armée napoléonienne opérant loin de sa « base arrière » qu'était le territoire de l'empire (France et départements annexés) et devant gérer l'indigence des services logistiques encore embryonnaires, elle eut donc recours à ces moyens pour assurer ses subsistances en campagne. Ces mesures étaient en principe encadrées, mais les besoins de la troupe et les aléas des campagnes amenèrent à de nombreuses exactions qui peuvent être sans conteste qualifiées de vols et de pillage, en particulier dans les pays ennemis occupés ou les régions les plus pauvres où les populations se montraient réfractaires ou hostiles aux troupes françaises. En Pologne, que les Français occupent dès 1806, « les paysans […] cachent la nourriture dans les bois, à la cime des arbres ou dans des trous recouverts de terre et de branches  […] Quand nos soldats supposaient avoir trouvé une cachette, ils enfonçaient leurs baguettes de fusil dans le sol avec l'habileté d'un employé d'octroi fouillant une voiture […] Dès que la baguette de fusil avait rencontré une résistance, les piocheurs et les pelleteurs se mettaient à l'œuvre et l'on trouvait ainsi des caisses contenant de la farine, du lard, des viandes salées, des légumes secs, des pommes de terre ». Dans son ouvrage « 1809, les Français à Vienne. Chronique d'une occupation », l'historien Robert Ouvrard décrit « les privations dont sont victimes les habitants les plus pauvres, dans les campagnes et dans les villes, et les pillages et exactions de toutes sortes que subissent les Autrichiens, soumis à l’occupant ». L'Autriche devant pourvoir aux subsistances de l'occupant, « la consommation des habitants de Vienne est réduite de 20 à 25 pour cent ».
Les réquisitions sont également un moyen de doter les armées en chevaux, dont elles sont grandes consommatrices. Pour les campagnes de 1806-1807, « près de 12 000 chevaux sont réquisitionnés en Silésie, Mecklembourg, Hanovre, Brunswick […] Les dragons de la Garde sont entièrement remontés à Potsdam ».

#### Vivandières et marchands ambulants

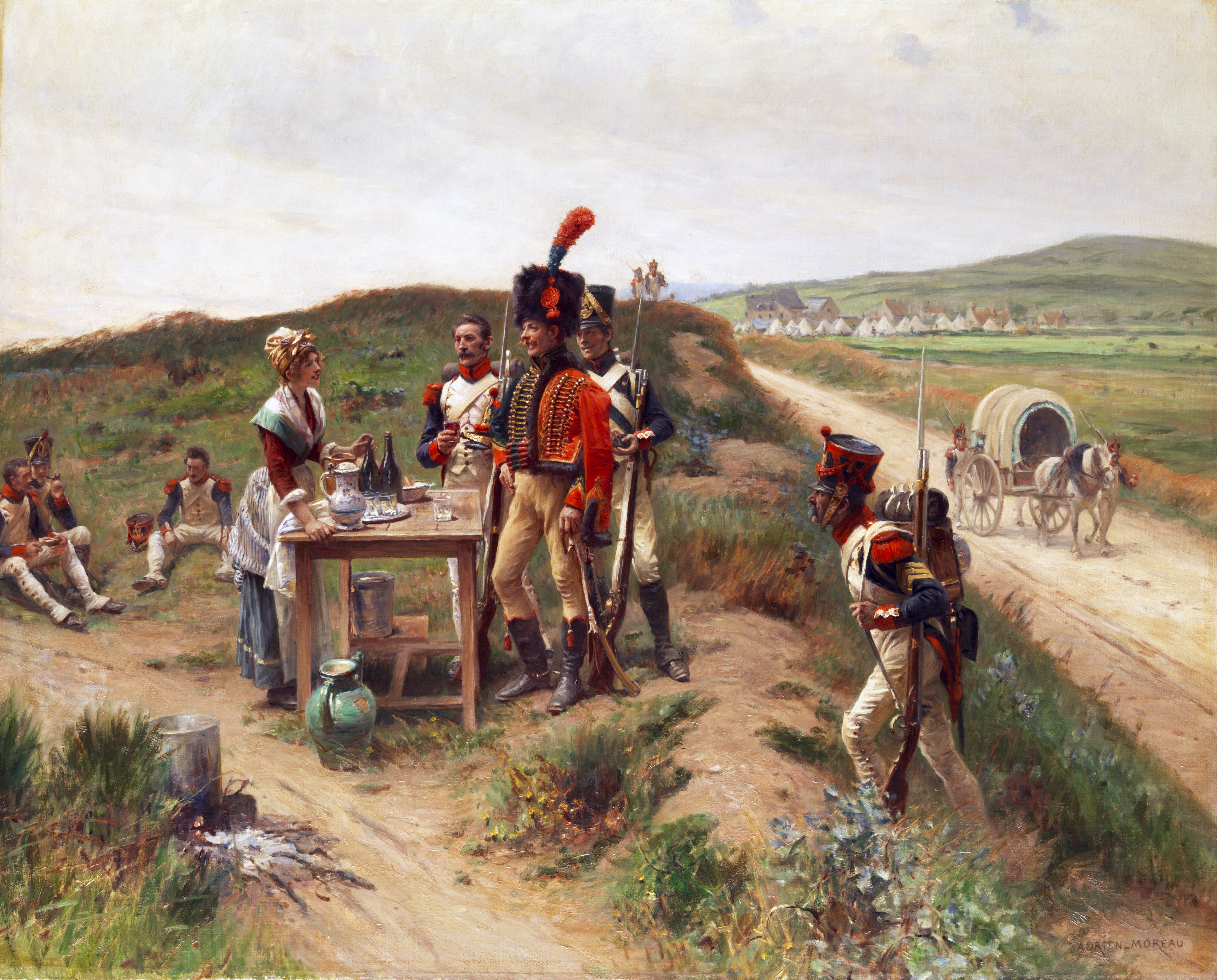
Soldats français s'approvisionnant auprès d'une cantinière.

À l'époque des guerres napoléoniennes, il n'existait pas d'équivalent de l'actuel économat des armées ou des « coopératives d'armée » des deux guerres mondiales au sein des armées impériales. La fourniture à la troupe d'« articles de cantine » et de « denrées d'ordinaire » — tabac, vins et spiritueux, articles de mercerie, etc — se faisait donc par le canal des vivandières et cantinières, des marchands ambulants, des commerçants locaux quand ces biens n'étaient pas purement et simplement volés aux autochtones ou pris sur les bagages de l'ennemi. Jean-Roch Coignet, dans ses mémoires, relate par le biais de diverses anecdotes comment ses camarades et lui se procuraient ainsi ces articles.

#### Entretien des chevaux
La nourriture, l'entretien et les soins des chevaux constituaient également des charges importantes dans les armées du début du XIXe siècle à une époque où ceux-ci représentaient d'importants « outils » dans l'accomplissement de leurs missions tant au sein de l'arme de la cavalerie que pour la logistique, le convoyage de l'artillerie ou les liaisons (services des estafettes). « La cavalerie française va compter 150 000 chevaux à son apogée », des dizaines de milliers d'autres servant dans les services du train ou les ambulances.
Si l'armée napoléonienne rencontra de nombreux soucis pour se doter de chevaux de qualité — les pertes encourues pendant la campagne d'Allemagne et d'Autriche en 1805 sont dues à l'excès de fatigue de chevaux souvent trop jeunes — et en quantités suffisantes, l'entretien de ce cheptel chevalin pendant les campagnes fut un autre sérieux problème qu'elle eut à gérer, de nombreux animaux ayant été perdus par manque de soins appropriés ou de nourriture suffisante et de qualité. Ainsi, « la campagne de Pologne de 1807, qui commence durant l'hiver 1806, est éprouvante pour les chevaux se déplaçant dans un pays sans réserves, aux chemins bourbeux. Vingt mille chevaux vont mourir d'épuisement ».

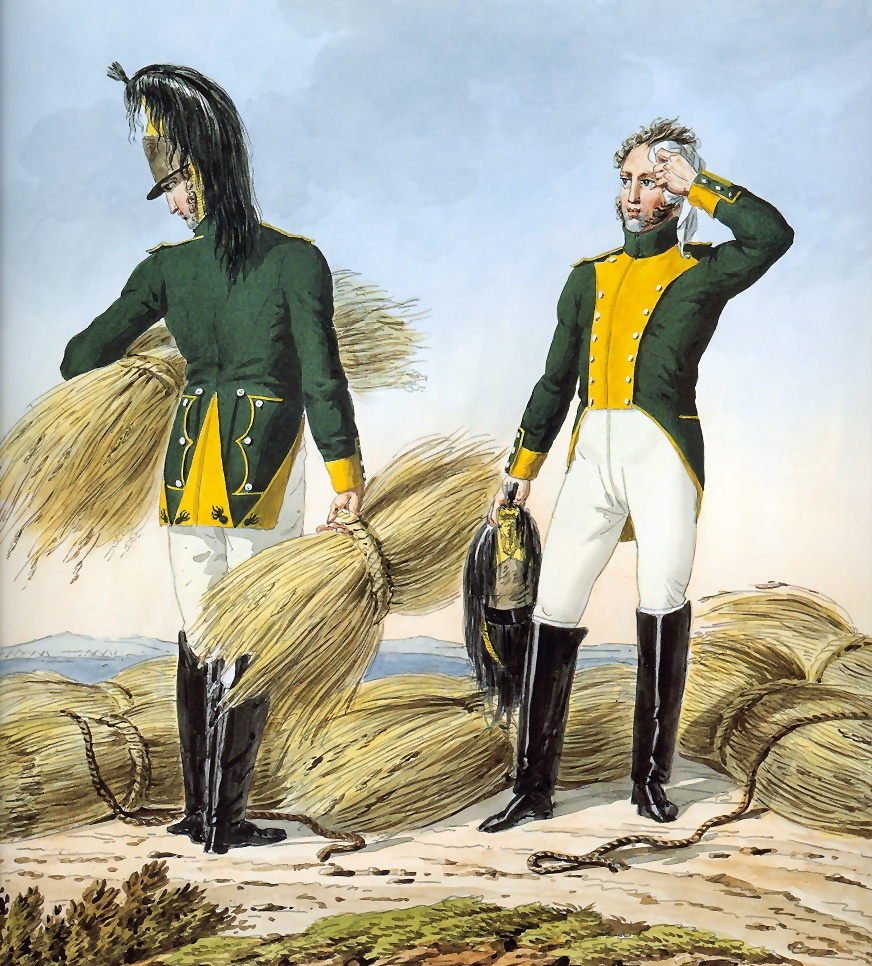
Fourrageurs du de dragons, d'après Carle Vernet.

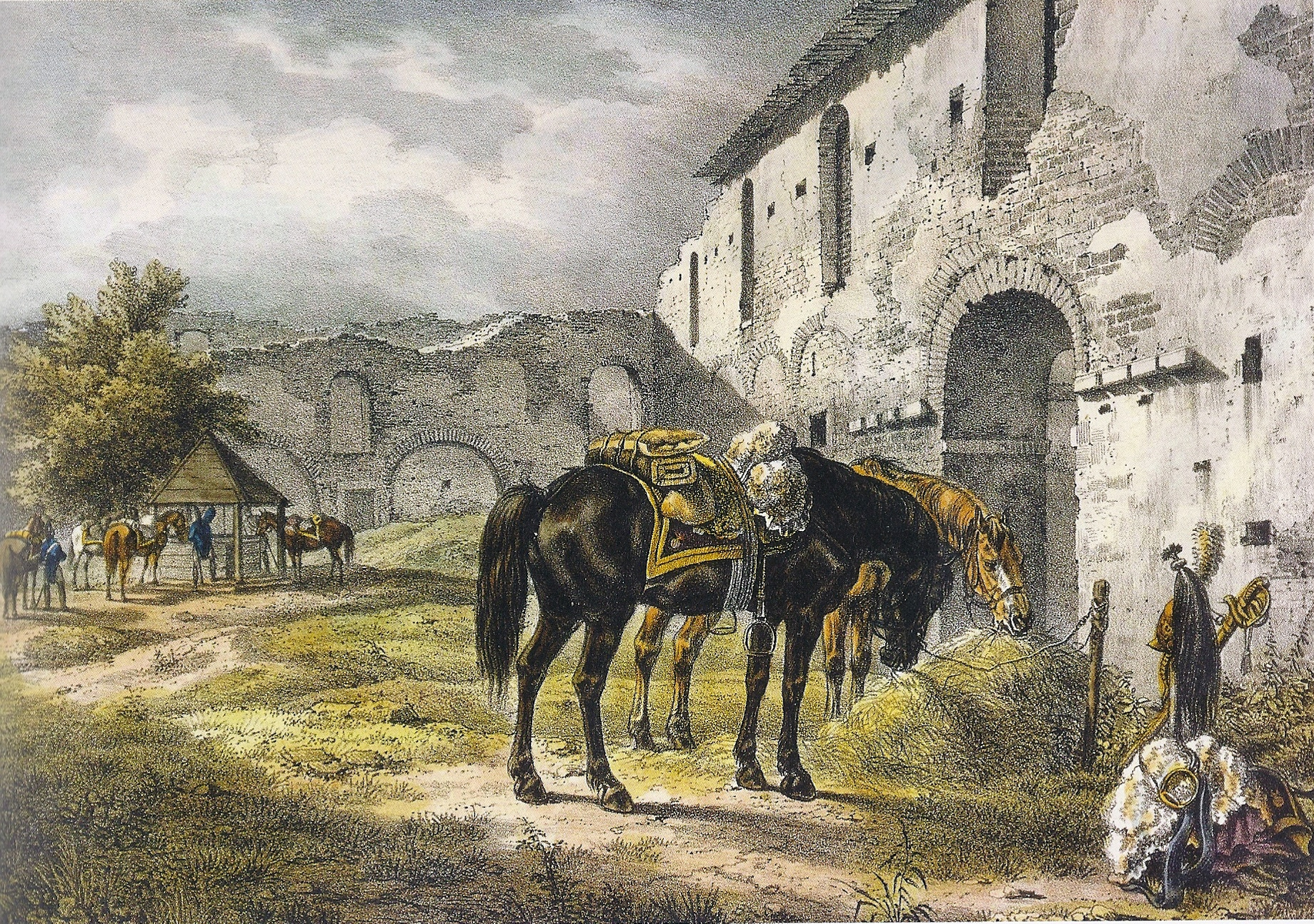
Chevaux de la cavalerie française au repos en Russie en 1812.

L'alimentation du cheval aux armées demande un soin particulier, notamment au niveau de son équilibre nutritionnel. En effet, « c'est l'avoine qui « donne du sang » aux chevaux […] la paille, aliment grossier destiné à lester l'estomac, demande pour le broyage avant ingestion une énergie musculaire approximativement égale à celle procurée par son assimilation ». La nourriture équine représente une masse importante pour la logistique : « si l'on s'en tient au tableau des rations établi en 1810 […] qui attribue de 7,5 à 9,0 kg de foin et autant de paille ainsi que 8,5 à 9,5 litres d'avoine par cheval et par jour, suivant l'arme et l'utilisation, il faut prévoir de 3 000 à 3 500 tonnes de nourriture par jour pour les chevaux, ce qui nécessite 2 000 fourgons tirés par 8 000 chevaux ». Comme pour l'approvisionnement de la troupe, l'intendance doit donc « vivre sur le pays » pour celui des animaux, les « fourrageurs » se chargeant de trouver ou de couper paille et foin.
Pendant les marches, la longueur des étapes, l'allure, les pauses, l'alimentation et l'abreuvage constituent également des éléments essentiels d'une gestion durable du cheptel équin, en particulier pour les chevaux de trait. « L’étape commence au pas, durant une heure. Puis une halte d’une dizaine de minutes permet aux chevaux de se soulager. Les cavaliers re-sanglent, vérifient les paquetages et repartent au pas. Ils passent ensuite au trot et gardent cette allure durant deux heures avant de reprendre le pas puis de nouveau le trot. Dans les côtes et les descentes trop prononcées, les hommes mettent pied à terre. À l’arrivée, les chevaux sont étrillés, nourris et, si possible, abrités, notamment dans de grands bâtiments transformés pour la circonstance en écuries improvisées ». La catastrophique hécatombe de chevaux pendant la campagne de Russie est pour l'essentiel causée par les maladies, les déficiences et négligences dans la gestion de soins appropriés et des carences dans l'alimentation, qui se manifestent dès le début des opérations : « le franchissement du Niemen a lieu trop tôt. Le seigle, le blé, l'avoine, tout juste au stade montaison, sont coupés en herbe, ce qui provoque, avec la fatigue, la mort de 7 à 8 000 chevaux dès les derniers jours de juin [...] Au retour, sur les chemins enneigés, il ne reste que le chaume des toits pour nourriture, ce qui ne peut que conduire à une mort certaine ». Le général Charles Pierre Lubin Griois note dans ses mémoires : « Les chevaux, mouillés pendant le jour et dépourvus d’abri pendant la nuit, n’avaient d’autre nourriture que du seigle vert et mouillé. Ils succombèrent en grand nombre, la route était couverte de leurs cadavres, et pendant ces trois jours l’armée perdit au moins le quart de ses chevaux d’artillerie et un grand nombre de ses chevaux de cavalerie, quoiqu'en moindre proportion à cause de la différence de fatigue qu’ils avaient à essuyer »[réf. nécessaire].
En dehors de l'entretien assuré par les soldats des troupes montées, les soins des chevaux en campagne sont confiés aux maréchaux-ferrants et aux vétérinaires.

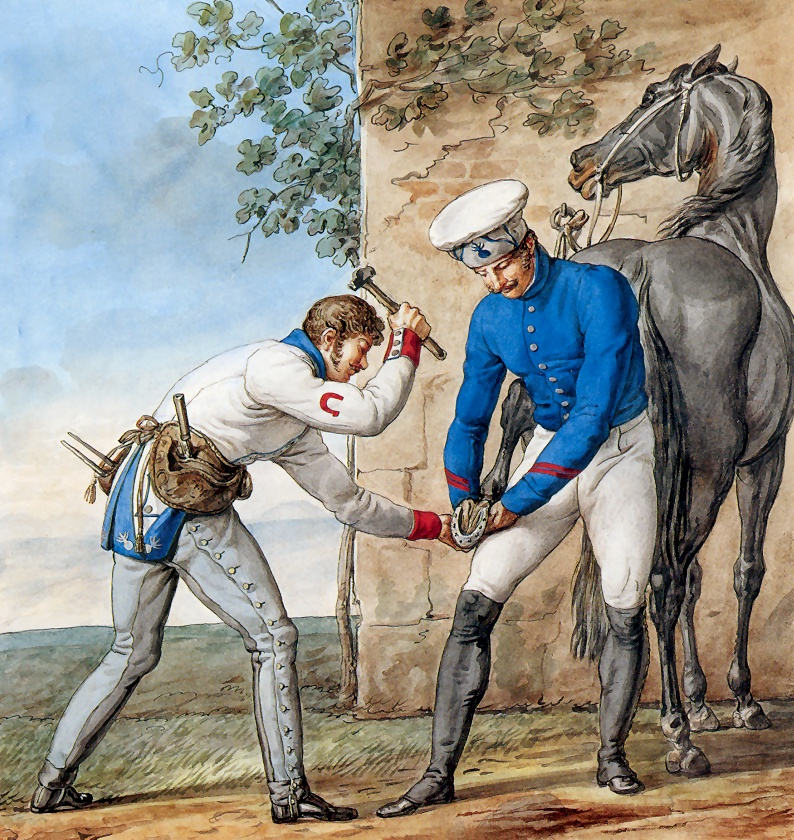
Maréchaux-ferrants du 1er régiment de carabiniers, d'après Carle Vernet.

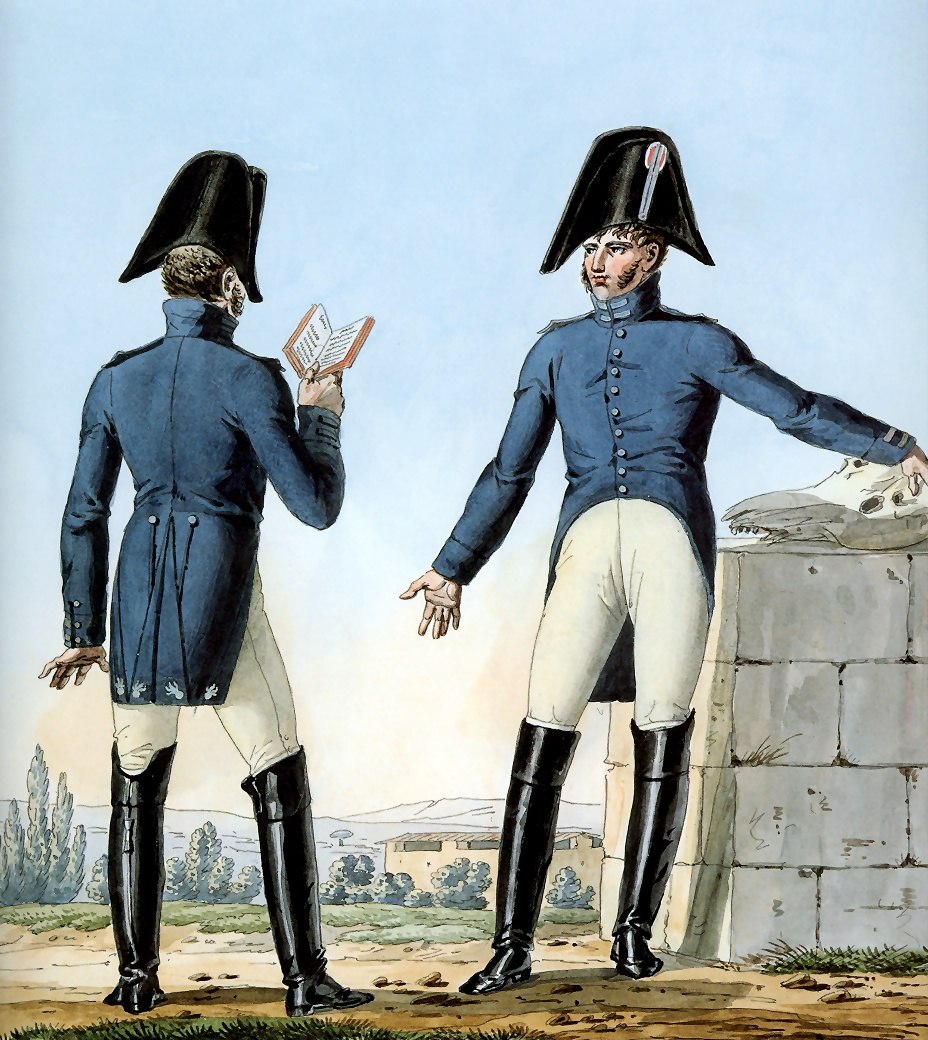
Vétérinaires militaires, d'après Carle Vernet.

Nombre de traumatismes rendant les chevaux inaptes au service sont le fait de blessures à la jambe ou au pied de l'animal ce qui fait du parage - soins du pied - et du ferrage une tâche essentielle dans l'entretien régulier des chevaux en campagne, tâche remplie par les maréchaux-ferrants qui peuvent aussi traiter certaines maladies ou blessures bénignes. La supervision de ces tâches de soins et d'entretien est placée, au sein des unités, sous l'autorité d'un « maître-maréchal » qui, lors de la mise en place de cette ébauche d'intendance équine en 1776, reçoit le titre d'« artiste-vétérinaire ». En 1793, ceux-ci sont intégrés dans les états-majors des unités.
L'Ancien Régime avait vu les prémices du développement d'un véritable service d'hippiatrie aux armées avec la formation d'élèves vétérinaires aux frais de l'État et au début du Consulat en 1799, suivant ainsi cette pratique, 20 élèves sont envoyés en formation aux frais du ministère de la Guerre à l'École nationale vétérinaire d'Alfort ou celles de Lyon puis de Turin. Plus tard, « un arrêté du 24 prairial an XI (13 mai 1804) autorise les corps des troupes à cheval à envoyer des officiers et sous-officiers dans les écoles, afin d’acquérir des connaissances hippiatriques. Puis, le 22 avril 1807, un décret institue un second vétérinaire par régiment (ce qui permettra d’en conserver un au dépôt, tandis que l’autre suivra les unités en campagne) [...] Le besoin amène toutefois à recourir, à partir de janvier 1812, à des sous-aides vétérinaires. Issus de la conscription, généralement dépourvus de diplôme, ils sont en quelque sorte des infirmiers chevalins ». Plus tard, un décret impérial du 15 janvier 1813 « sur l’enseignement et l’exercice de l’Art vétérinaire » organisera la profession au niveau national, les  praticiens ainsi formés recevant au bout de trois ans d'études le titre de « maréchal vétérinaire » ou de « médecin vétérinaire » après une formation complémentaire à l'école d'Alfort. Les « maréchaux vétérinaires » seront « attachés aux dépôts et aux escadrons de guerre des troupes à cheval, et chargés du traitement des chevaux malades, de la direction du service des maréchaux-ferrants et de l’exécution de la ferrure dans les cas difficiles », les vétérinaires étant responsables, en tant qu'inspecteurs, « du service des dépôts généraux, des grandes remontes, des grands parcs d’artillerie, du génie et des équipages ».
Un rapport rédigé en 1811 par le général Claude Antoine Hippolyte de Préval, officier de cavalerie et maître des requêtes au Conseil d’État, relativise en fin de compte le rôle joué par ces vétérinaires militaires dans l’armée impériale : « on s’exagère l’importance des vétérinaires dans les corps, et le besoin qu’ils aient beaucoup de capacités ; très rarement, même en temps de paix, on traite des maladies graves et de durée ; le prix de la nourriture et des médicaments, comparés à la valeur du cheval, l’incertitude de sa guérison et des services qu’on pourra en obtenir, si elle a lieu, font presque toujours décider la vente. La mobilité des troupes en campagne et la quantité de chevaux à panser obligent d’abandonner ceux qui sont très malades. Au dépôt, il s’en trouve bien peu, puisque dès que les chevaux sont reçus, ils sont envoyés à l’armée. On s’exagère encore l’importance de leur coopération aux remontes. L’essentiel est de s’assurer des moyens d’un cheval et, en ce genre, l’expérience des officiers instructeurs et des maquignons est supérieure à toutes les théories. On ne juge jamais mieux les chevaux que lorsqu’on en a beaucoup monté et fait trotter sous la chambrière et le fouet ».

### Logistique et administration de la Garde impériale

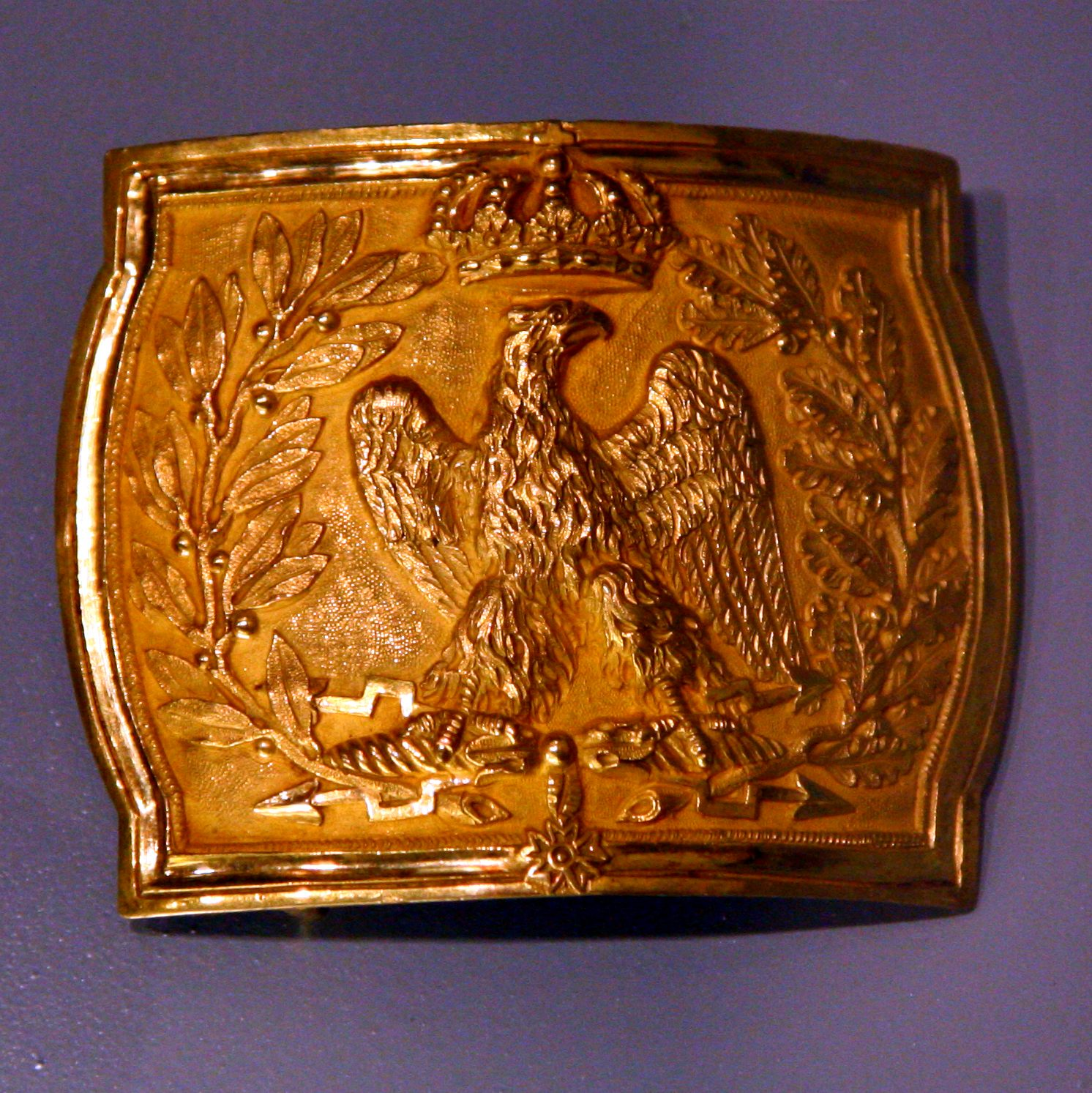
Boucle de ceinturon d'officier de la Garde impériale.

La Garde impériale, unité d'élite et de prestige de l'armée napoléonienne, est l'objet des attentions particulières de l'Empereur, notamment quant à son équipement et son armement. C'est ainsi notamment que la réforme générale de l'habillement de 1812 qui amène à l'adoption provisoire de l'uniforme blanc, n'est pas appliquée à ce corps particulier. Les armes de la Garde, quant à elles, proviennent principalement de la manufacture d'armes de Versailles. Identiques à celles du système d'armement An IX fourni à la ligne, elles s'en démarquent par une finition et une qualité supérieures : ainsi, le fusil de la Garde se distingue de celui de la ligne par l'utilisation du laiton plutôt que du fer pour les grenadières, le pontet et la plaque de couche (extrémité de la crosse calée dans l'épaule avant le tir).
Ce corps bénéficie d'autres « privilèges logistiques » jusqu'en 1815 : ainsi dispose-elle de son propre chef tailleur, les régiments comptant dans leur état-major un maître-tailleur et un maître-cordonnier. En campagne, la Garde dispose des meilleurs logements et le ravitaillement lui est fourni en priorité. La remonte de sa cavalerie fait l'objet d'une attention particulière.

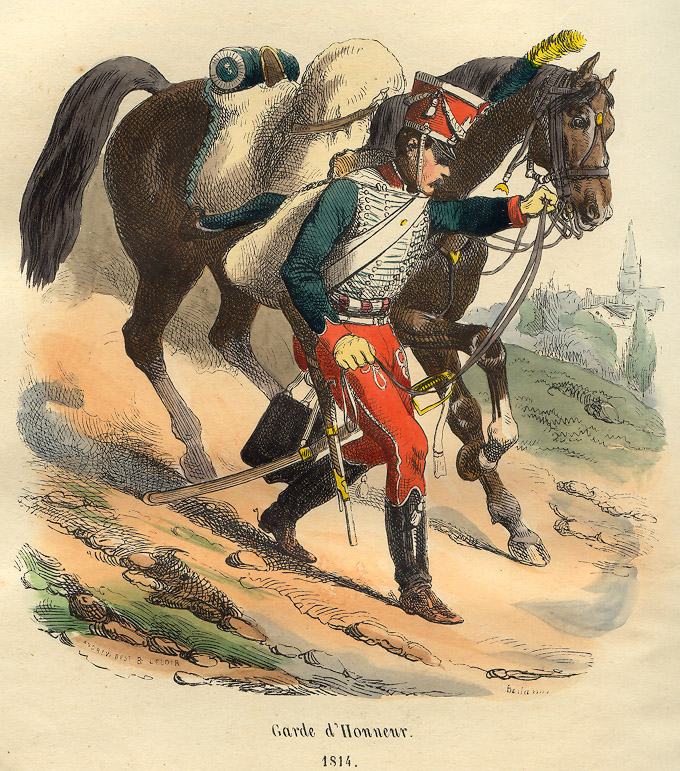
Garde d'honneur. Illustration d'Hippolyte Bellangé. Les soldats des quatre régiments constituant ce corps de cavalerie légère devant - en théorie - s'équiper à leurs frais se pourvoyaient en uniformes et effets militaires auprès des artisans et de la petite industrie des départements où les unités étaient levées et devaient en principe acquérir également leur monture sur leurs propres deniers.

Début 1813, après le désastre de la campagne de Russie, Napoléon doit enrôler de nouvelles troupes pour affronter la Sixième Coalition. L'Empereur procède ainsi, par le biais d'un Sénatus-consulte promulgué dès le 11 janvier 1813, à la mobilisation d'un contingent de 350 000 hommes. Un nouveau sénatus-consulte de mobilisation est promulgué le 3 avril et c'est à l'occasion de cette nouvelle levée qu'est créé le corps des gardes d'honneur, fort de quatre régiments rattachés à la Garde impériale. « Ses effectifs devaient être constitués par les fils des familles les plus considérées des 130 départements de l'Empire », s'habillant, se montant et s'équipant à leurs frais. Ce recrutement « élitiste » connaîtra de nombreuses entorses, « les défaites n’inclin(ant) guère à la vocation militaire la jeunesse fortunée, qui se fit remplacer par des jeunes gens sans fortune, se bornant à fournir l’argent de l’équipement ». « Nécessité faisant loi », des fils de familles modestes et impécunieuses s'enrôleront dès lors dans les rangs de cette nouvelle phalange. En Haute-Garonne, un registre d'engagement est ouvert dès le 20 avril et la levée « s’effectue rapidement et dans de bonnes conditions, puisque le 11 août 1813, l’ensemble du maximum des gardes d’honneur du département est atteint, voire dépassé, puisque 88 jeunes gens sont couchés sur la liste que le préfet fait parvenir au ministre de la guerre ». Toutefois « il semble que, comme dans l’Ain, la levée concerne plus des jeunes gens originaires de milieu modeste et non pas les fils de la bourgeoisie et de la noblesse comme l’avait souhaité Napoléon ; en effet, sur 88 gardes de Haute-Garonne, 41 n’ont pas payé leur équipement et l’ont reçu de la préfecture ». D'autre part « ce sont 38 Gardes qui payent leur cheval et 50 qui le reçoivent du préfet et 40 qui payent leur harnachement, 48 le recevant du préfet, les fonds destinés à ces fournitures pour les Gardes qui ne peuvent les financer étant prélevés, au sein d’un fonds commun, sur les personnes les plus riches du département ». Pour ce qui concerne la logistique de cette unité, après une vaine prospection du marché local toulousain pour la confection des uniformes, « c’est un tailleur de Tours qui obtient le marché de la fabrication des tenues des Gardes, le drap faisant défaut en Haute-Garonne », deux fabricants toulousains décrochant les fournitures d'équipements et de harnachement des montures. « Le 11 mai 1813, l’entrepreneur de Tours, fait parvenir un devis et des échantillons au préfet de Haute-Garonne : il s’engage à fabriquer le dolman, la pelisse, la hongroise, le gilet, le manteau, le bonnet de police et la ceinture écharpe, avec du drap écarlate et vert foncé, fin et de bonne qualité à 31 francs le mètre ». De leur côté, « les deux fabricants Toulousains s’engagent [...] le 25 mai 1813, à fournir, pour le premier, 60 effets d’équipement entre le 15 et 20 juin, et pour le second, dans la douzaine suivante, les harnachements ».

### L'Armée des Cent-Jours en 1815
Anticipant le conflit prévisible qu'allait lui imposer la Septième coalition, constituée pour faire face à son retour au pouvoir, Napoléon organisa avec rigueur et méthode le nouvel « effort de guerre » auquel cette situation politique internationale allait contraindre l'économie française dès le mois d'avril 1815.
L'armement, reliquat des précédentes campagnes, malgré les pertes éprouvées, pouvait suffire à pourvoir une force armée conséquente : les magasins contenaient 150 000 fusils neufs et 300 000 autres soit en pièces de rechange soit à réparer. Un grand nombre d’ateliers d’armes, établis dans Paris, fournissaient 1 500 fusils par jour, et, avant le 1er juillet, ils devaient en livrer de 3 000 à 4 000.
Priorité étant donnée à cet armement, les dotations en équipements et uniformes sont quelque peu passées au second plan et Henry Lachouque dans son « Waterloo 1815 » dépeint l'Armée du Nord en campagne en Belgique en ces termes : « la tenue des colonnes marchantes est délabrée, mais la plaque de cuivre à l'aigle impérial brille au-dessus des fronts. Extrait des armoires, ce « coucou » [...] a repris sa place sur les shakos, les oursons, les casques. Les négligents étaient quittes pour marteler les fleurs de lys, cisailler les emblèmes des Bourbons. Bien astiqués, ces débris rehaussent quand même la misère des manteaux, des capotes, des bonnets de police râpés [...] agrémentent les pantalons flottants de grosse toile, les frusques multicolores taillées, cousues, faufilées à la hâte dans les ateliers et manufactures pendant dix semaines [...] Des redingotes civiles avec épaulettes ternies et boutons militaires, commandent çà et là des phalanges qui rappellent aux anciens [...] et l'Empereur leur jeunesse de 1796. Le 1er de chasseurs à cheval fait campagne avec son casque du régiment du roi. On manque de drap bleu, mais mieux valent des capotes vertes ou marron que pas de capotes du tout. La cavalerie est en meilleure état, mais certains régiments de cuirassiers, le 11e en particulier, manquent de cuirasses [...] Tout cela est moins coloré que les compositions des peintres militaires ».

## Conséquences économiques pour l'Europe des guerres napoléoniennes

### Conquêtes européennes de la République et de l'Empire
- Confédération du Rhin
- Royaume d'Italie
- Royaume de Naples

L'Empire français et ses vassaux en 1812.
Confédération du Rhin
Royaume d'Italie
Royaume de Naples.

L'année 1794 voit, avec la seconde annexion française des États de Belgique, l'occupation puis l'annexion des Pays-Bas autrichiens et de la principauté de Liège qui deviennent les départements réunis. La création du royaume de Hollande en 1806 fera également passer les Pays-Bas dans la « sphère d'influence » de l'Empire français avant leur annexion pure et simple en 1810.
À la suite des trois campagnes d'Italie (1796-1797, 1799-1800 et 1805), la péninsule se retrouve à son tour sous domination française.
Après les campagnes d'Autriche de 1805 et de Prusse et de Pologne de 1806-1807, la mosaïque d'états constituant alors l'actuelle Allemagne se retrouve sous occupation ou sous « tutorat » - dans le cadre de la confédération du Rhin - de l'Empire français et ses ressources industrielles passent dès lors à leur tour au service de l'effort de guerre français. L'empire d'Autriche sera occupé à la suite de la campagne de 1809.

### Blocus continental

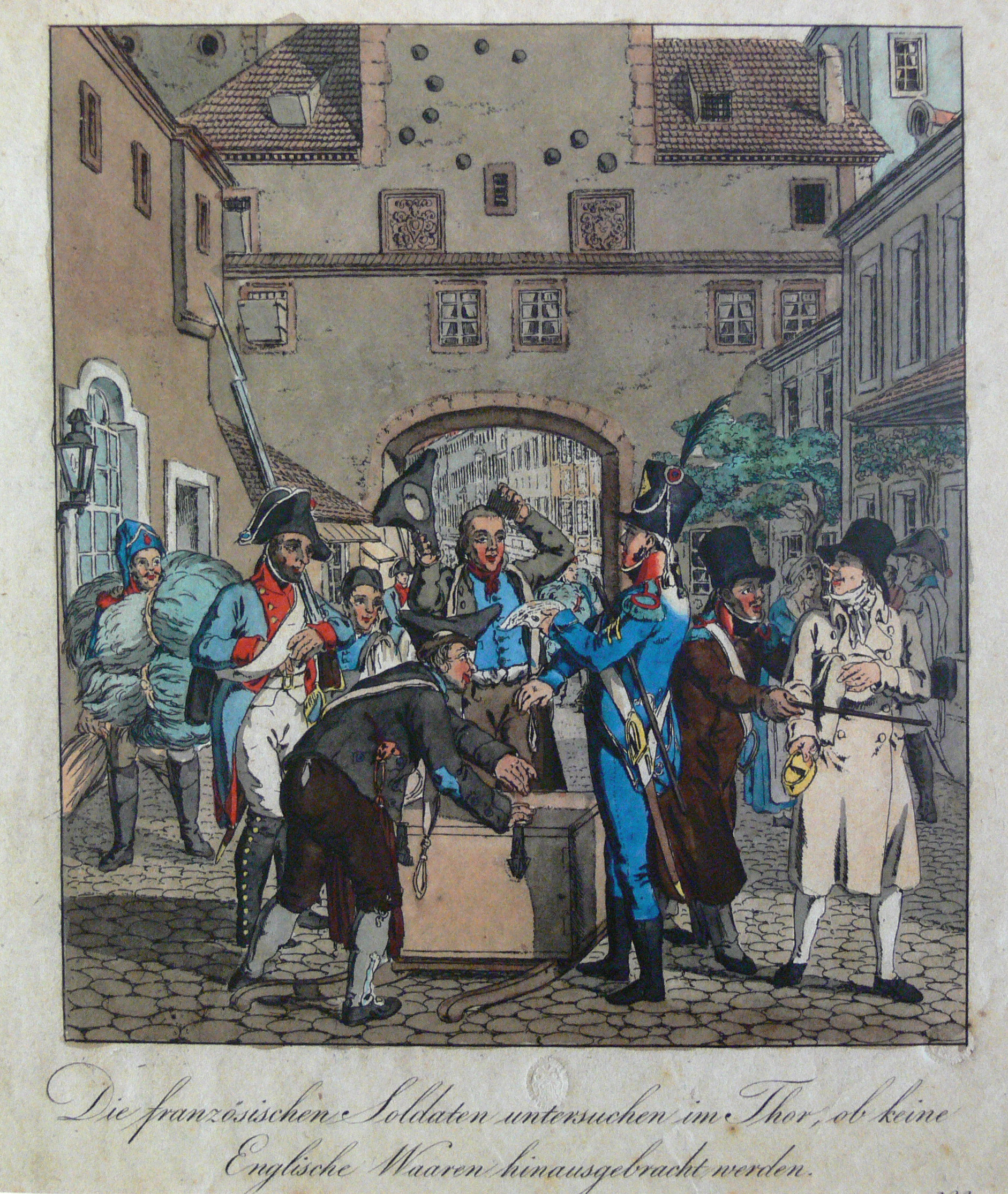
Soldats français inspectant des marchandises à Leipzig en 1806 à la recherche de contrebande.

Lorsque la France et Royaume-Uni signent le traité d'Amiens en mars 1802, confirmant la possession de la Belgique et du port d'Anvers par les Français, l'Empire jouit réellement du statut de puissance mondiale, tant commercialement que politiquement. La paix est rompue après le retour au pouvoir de William Pitt le Jeune, qui organise la Troisième Coalition et déclare la guerre à la France. La flotte britannique détruit en quasi-totalité son homologue française lors de la bataille de Trafalgar, s'assurant ainsi la maîtrise des mers. Pitt est salué comme le « sauveur de l'Europe » mais il répond : « L'Angleterre s'est sauvée elle-même grâce à ses efforts et saura, je l'espère, sauver l'Europe par son exemple ».
Napoléon reconnaît l'impossibilité de lutter sur le domaine maritime et, comme il le déclare dans une lettre adressée à son frère Louis, roi de Hollande, va tenter de « reconquérir les colonies par terre » et de « vaincre la mer par la terre », en empêchant le Royaume-Uni et ses alliés de commercer avec le reste de l'Europe. Dans ce but, il met donc en place la stratégie du blocus continental initiée par le décret de Berlin en novembre 1806, son but étant « d'aggraver les embarras de l'Angleterre [...] (croyant) qu'il est plus important de l'appauvrir que de l'affamer » car depuis les guerres de la Première Coalition contre la République, le Royaume-Uni est le principal bailleur de fonds des ennemis de la France.
Le décret, signé le 21 novembre 1806 et publié le 5 décembre au Journal officiel, ne fait qu'officialiser et « légitimer » une situation de fait : dans le courant de l'année, les embouchures de l'Ems, du Weser et de l'Elbe avaient déjà été fermées aux importations britanniques tout comme les ports français, fermant ainsi l'Allemagne aux marchandises anglaises, l'acte signé par Napoléon visant avant tout à étendre le blocus à tout l'Empire, à ses alliés et aux nations occupées de manière formelle.

### «Contributions» des économies européennes à l'«effort de guerre» napoléonien
La mise à contribution des nations et régions conquises par la France depuis le début des guerres de la Révolution commença dès la fin des années 1790, notamment à l'initiative du général Bonaparte en Italie, bien avant son accession au Consulat et à la dignité impériale.

#### Indemnités de guerre et «tutelle financière»
Le principe d'imposer des indemnités et contributions de guerre aux nations vaincues est institutionnalisé dès l'époque de la  campagne d'Autriche de 1805 : « le 21 octobre, un ordre du jour d'Elchingen décide que les contributions de guerre seront levées au profit de l'armée, et que le corps des inspecteurs aux revues est chargée de cette levée ». Le 14 novembre, Berthier, sur ordre de Napoléon, place Daru à la tête de l'administration autrichienne avec les attributions d'un ministre des Finances, de l'Intérieur et de l'administration militaire d'un pays occupé tandis que Napoléon impose la levée d'une contribution de cent millions de francs. « Le grand souci de l'intendant général de l'Autriche est de lever cette contribution, qui est forte par rapport aux revenus publics du pays [...] Toutes les provinces autrichiennes et les villes de Vienne et de Trieste sont taxées d'après une étude économique qui est censée révéler leur véritable capacité contributive ».

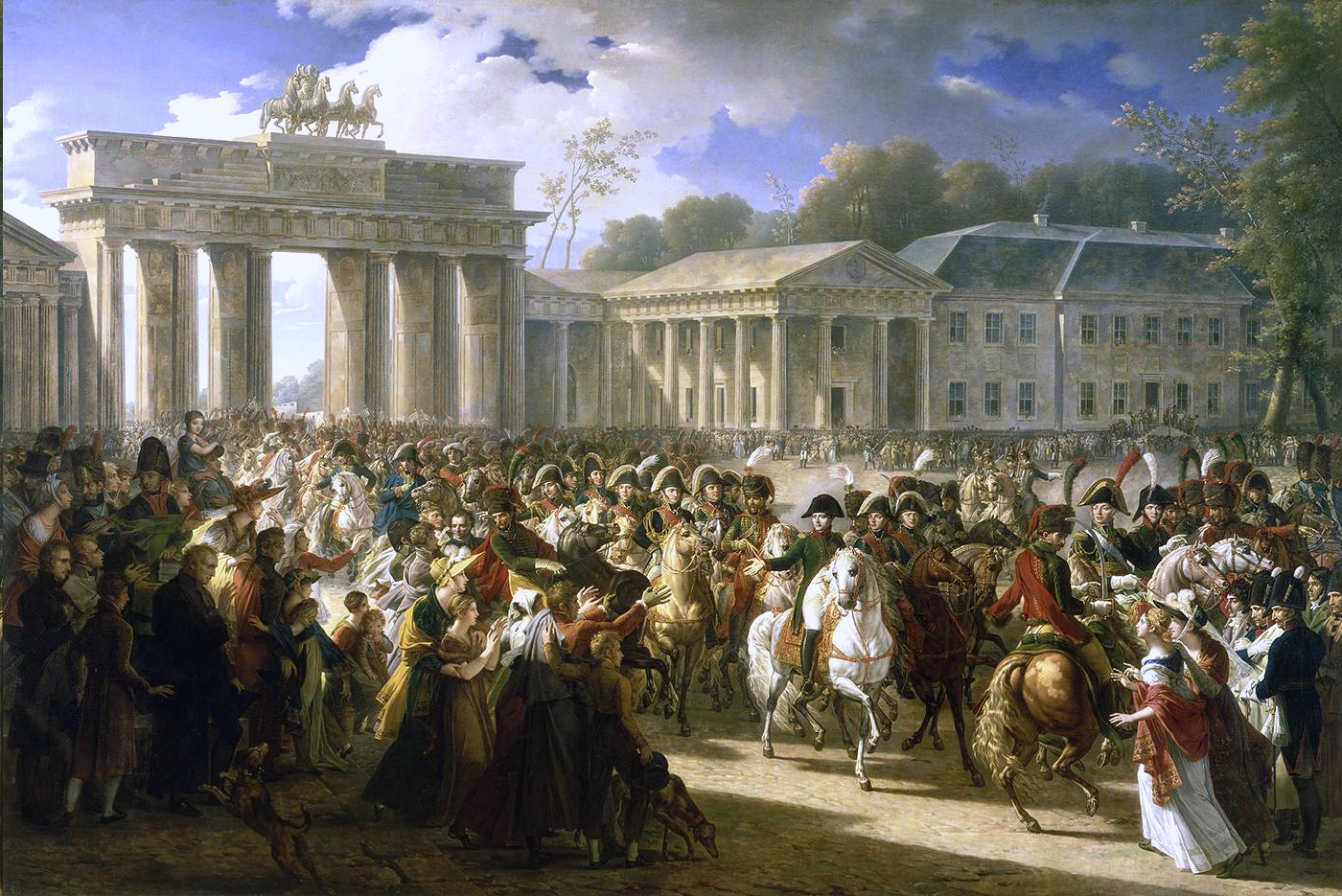
La Grande Armée défilant à Berlin. Huile sur toile de Charles Meynier.

La Prusse, vaincue après la campagne éclair de 1806, est à son tour condamnée au versement d'une indemnité de guerre de 120 millions de francs de l’époque, dont le paiement sera garanti par l'occupation militaire du pays. Daru, par décret du 19 octobre, est fait intendant général de l'armée et directeur de l'administration des pays conquis, chargé de la double tâche d'assurer l'approvisionnement de l'armée et l'administration de la Prusse. « À Berlin, en inventoriant les caisses publiques, Daru trouve 800 000 francs ». La Prusse est divisée en quatre départements, leur administration étant confiée, sous son autorité, à un administrateur général des finances et des domaines et un receveur général des contributions. « Cette administration mise en fonction, les Français prennent possession de tous les magasins, de toutes les caisses et de tous les domaines appartenant au roi de Prusse ; ils dirigent la perception des impositions ordinaires et extraordinaires et l'administration des domaines, des mines et des salines  ».
En 1809, Napoléon, soucieux de faire plier l'Autriche - en guerre avec la France depuis 1792 - qu'il vient de vaincre pour la seconde fois, impose à l'empire des Habsbourg, par le traité de Vienne, de rigoureuses conditions de paix : réduction de ses forces armées, cessions de territoires à la France et à son allié russe et paiement d’une lourde indemnité de guerre de 85 millions de francs, dont trente à régler avant l'évacuation de Vienne et le surplus réglable en lettres de change payables de mois en mois à raison de 4 millions pour chacun des cinq premiers mois, et de 6 millions pour chacun des mois suivants, à partir du mois de janvier 1810. Elle lui impose également d'adhérer « au système prohibitif adopté par la France et la Russie vis-à-vis de l'Angleterre » - contraignant ainsi l'empire habsbourgeois à se joindre à la politique du blocus continental imposée par Napoléon au Royaume-Uni. En 1806, Pierre Daru avait été nommé intendant général des pays conquis et il avait été secondé dans cette tâche par Louis Pierre Édouard Bignon, nommé commissaire impérial auprès des autorités prussiennes, chargé de l’administration générale des domaines et des finances des provinces conquises en 1806. Il sera rappelé à Vienne en 1809 pour seconder là encore Daru, Napoléon « entend(ant) employer les mêmes hommes qu’à Berlin afin de profiter de leur expérience et de faciliter l’installation d’une administration provisoire ». Début juillet, « Napoléon a convoqué Daru à son quartier général pour lui signifier que la contribution de guerre de l'Autriche sera de 200 000 000 (le double de celle de 1805). Cette contribution a été fixée après l'étude de la capacité contributives des provinces [...] Le 12 juillet, un armistice est signé [...] Daru fait prendre possession des magasins et des revenus autrichiens et il lui est recommandé par Napoléon d'être « inflexible » [...] Comme les contributions ne rentrent pas bien, Napoléon menace de tout séquestrer. Daru est chargé de relancer la loterie, de veiller aux droits de timbre, de vendre du sel, du tabac et du bois [...] Fin septembre, seul un quart des contributions est rentré [...] Enfin, le 14 octobre, la paix est signée. L'Autriche donnera trente millions en argent [...] entre-temps, Daru vendra tout ce qu'il peut; l'Autriche paiera aussi cinquante millions en lettres de change; la France prend possession de l'Illyrie ».

#### Prises de guerre

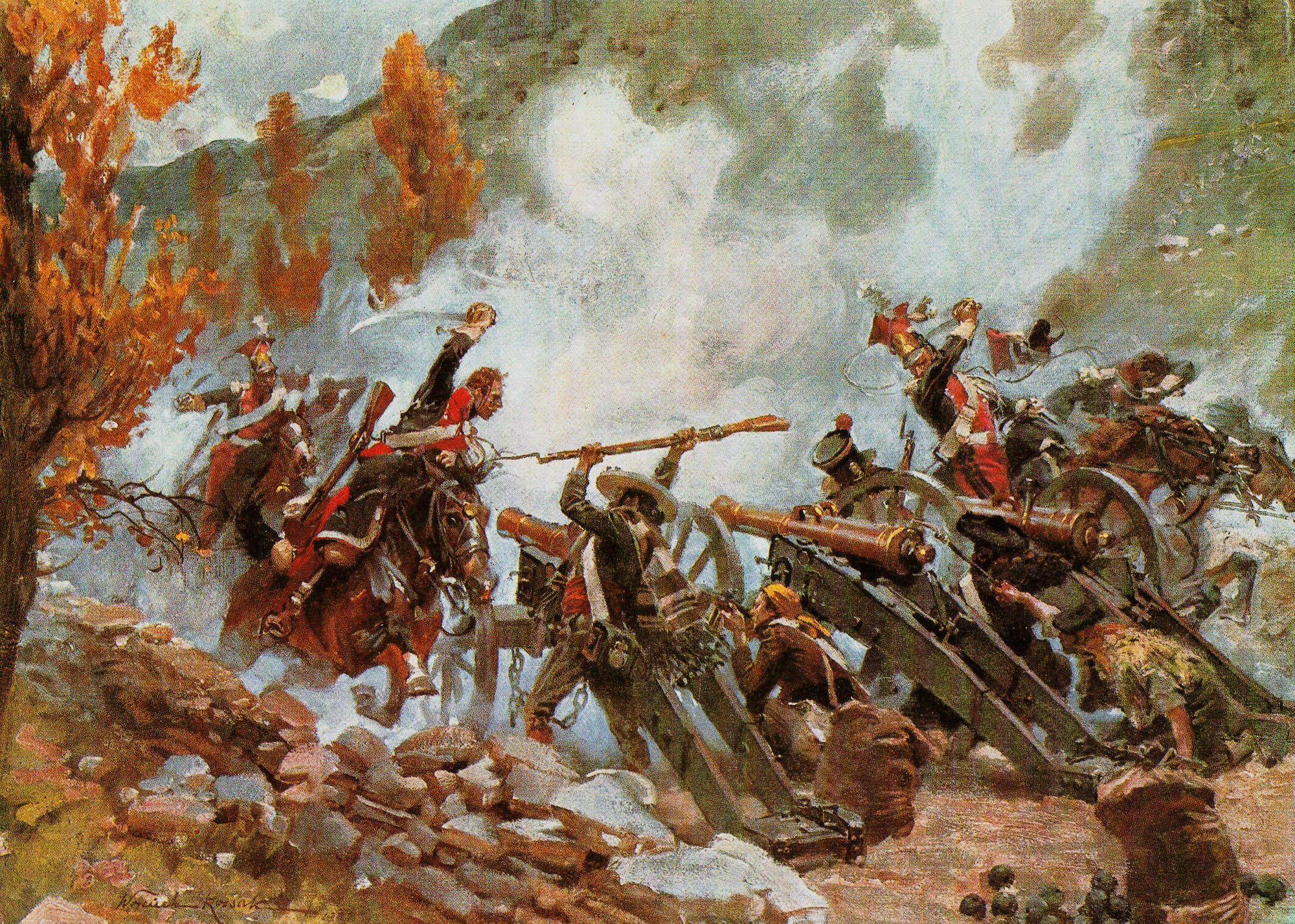
Chevau-légers polonais de la Garde s'emparant de canons ennemis à la bataille de Somosierra. Les pièces d'artillerie adverses constituaient des prises de guerre précieuses pour les armées napoléoniennes.

Lors de la première campagne d'Italie, l'armée française s'empara, notamment dans les places, d'un important butin pris aux Autrichiens qui comprenait canons, fusils, poudre, vivres, sel, etc. Le général Bonaparte sut rapidement tirer profit de ce butin en en organisant méthodiquement le ré-emploi. Ainsi, dans une lettre datée du 20 fructidor An V (6 septembre 1797) adressée au général Augustin de Lespinasse, il fait diverses recommandations concernant la réutilisation de l'armement pris aux Autrichiens, affectant les pièces d'artillerie à l'armement de la place de Palmanova et disposant des stocks de fusils autrichiens et vénitiens pour la défense de cette ville et de Mantoue : « (le citoyen Songis) videra les magasins de tous les fusils autrichiens, qu'il renverra à Mantoue, à l'exception de 1 500 qu'il gardera pour la défense de la place. Il placera dans le magasin du dépôt de l'armée tous les fusils vénitiens propres à notre infanterie, qui doivent être tenus en bon état et en réserve pour l'armement de l'armée, dont Palmanova doit être le principal dépôt ».
Sous le Consulat, lorsqu'il fut décidé de réformer le système d'artillerie Gribeauval à la suite du rapport du « Comité de l'artillerie », les pièces de calibre 4 et 8 furent remplacées par des pièces d'un calibre intermédiaire de 6. Outre les améliorations techniques et la rationalisation industrielle apportées et l'intérêt purement militaire de la réforme, cette mesure présentait aussi l'avantage que « l'énorme quantité de munitions de 6 prises aux Autrichiens pouvaient être ainsi utilisée, ce qui représentait une économie ». Outre les canons, les chevaux constituent des prises de guerre particulièrement appréciées: pendant la campagne de 1809, 2 000 chevaux sont pris aux Autrichiens, ce qui représente quasiment la remonte complète de deux régiments de cavalerie.
En plus du butin pris à l'ennemi pendant les opérations, la saisie de fournitures militaires, armes et chevaux feront aussi partie des contributions de guerre imposées aux nations vaincues. À ce titre, l'Autriche avait été contrainte en 1805 de fournir aux armées françaises 200 000 paires de souliers, 2 000 paires de bottes, 6 000 chevaux de dragons et 6 000 selles et « après la prise de Vienne, les artilleurs trouvent dans l'arsenal de la ville plus de 2 000 canons ». À l'issue de la campagne de Prusse de 1806, 10 000 fusils ou mousquetons, 12 000 à 13 000 pistolets et 27 000 sabres sont saisis dans l'arsenal de Berlin et « après la victoire d'Iéna, les places fortes de la Prusse, Magdebourg notamment, livreront des stocks de bouches à feu qui enrichiront le parc d'artillerie de l'Empereur ».

#### Mobilisation des ressources locales
À la suite des conquêtes françaises, de nouvelles manufactures impériales d'armes sont installées dans les territoires annexés à Liège, à Turin - qui produisit des armes réglementaires françaises pour l’armée française et les troupes italiennes de Napoléon - ou encore à Culembourg aux Pays-Bas.

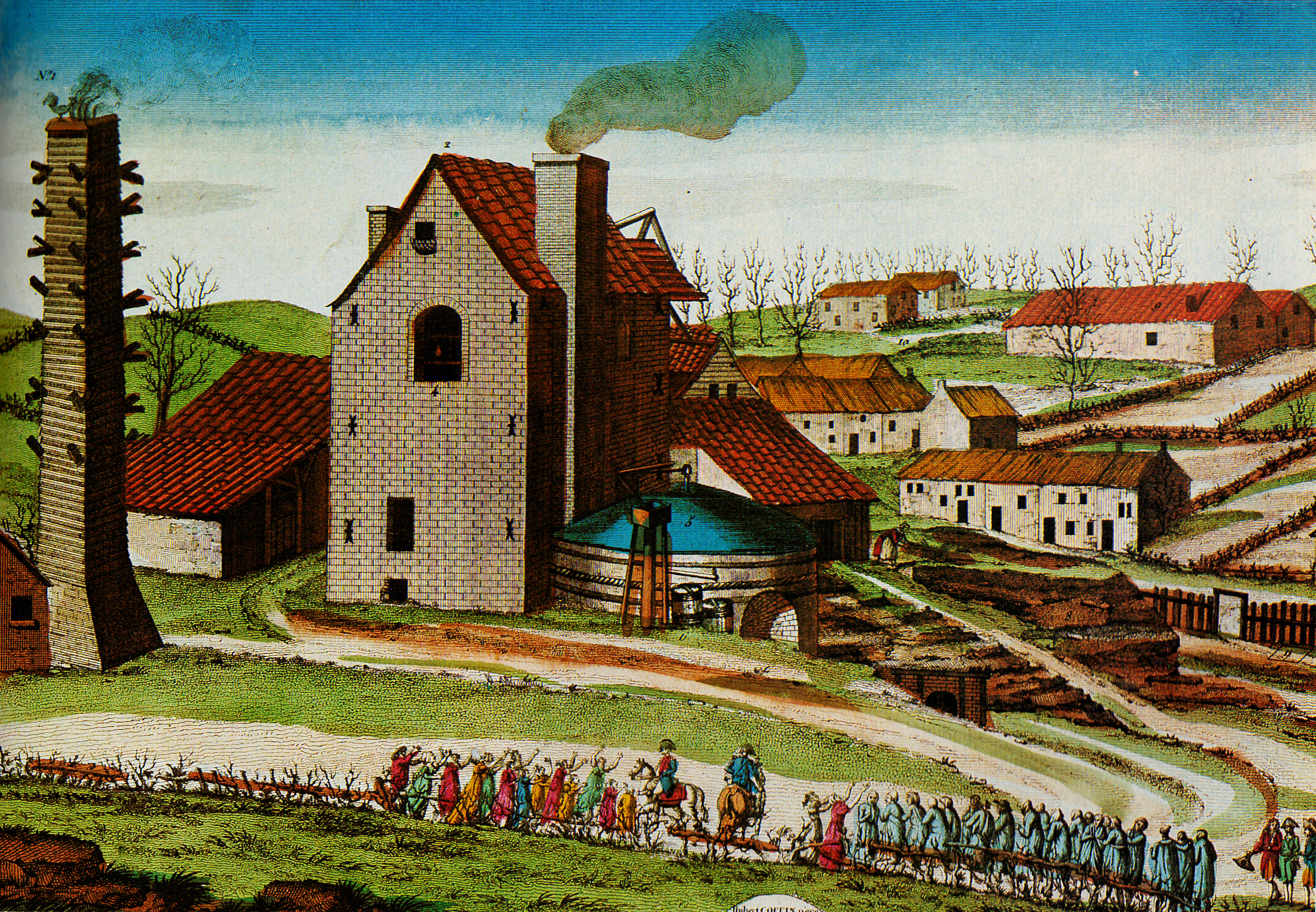
La mine Beaujonc près de Liège en mars 1812.

Dans les « départements réunis » (Belgique), les armuriers liégeois bénéficient depuis longtemps d'un savoir-faire réputé dans toute l'Europe et ils seront les premiers Européens intégrés dans l' « économie militaire » de la France, encore alors sous régime républicain. Avec l'avènement de l'Empire, « Napoléon, sans cesse en guerre avec toute l’Europe, encouragea l’industrie belge car ses produits furent incorporés dans son économie de guerre. Par voie de conséquence, les besoins des armées procurèrent des commandes importantes » dans la confection des uniformes militaires, la tannerie, le charronnage et les fonderies de canons. De son côté, « la manufacture d’armes de Liège reçut l’ordre d’envoyer annuellement à l’armée 27 000 fusils ». Quant à la fonderie liégeoise de canons, sous le Consulat et l'Empire, elle « fabriqua environ 7 000 bouches à feu, de tous calibres, tant pour la marine que pour les batteries de côte ». En 1808, le « Relevé statistique du Département de l'Ourthe » fournit diverses informations financières et économiques sur la fonderie : le personnel comptait 113 personnes, les dépenses de l'établissement s'élevèrent à 472 682 francs et 90 centimes dont 258 888 francs et 67 centimes étaient consacrés à l'achat de fonte et de fer, la production fut de 560 canons et caronades pour un poids total de 1 210 717 kilos rapportant 738 537 francs et 37 centimes.
Les ressources économiques et logistiques des pays occupés furent également mises à contribution. « La remonte se fait en partie en Allemagne par prises de guerre, achats ou réquisitions, à partir de 1805 ». Vaincue à l'issue de la campagne de 1806, la Prusse occupée se voit contrainte de « fournir l'Empereur en vivres, en canons, en fusils, en munitions, en chevaux, etc. de quoi « entretenir une armée pendant une campagne » ». Le traité de Schönbrunn de 1809 stipule « que l'armée française prendra (en Autriche) ce que ses magasins ne pourront lui fournir pour la nourriture des troupes ».

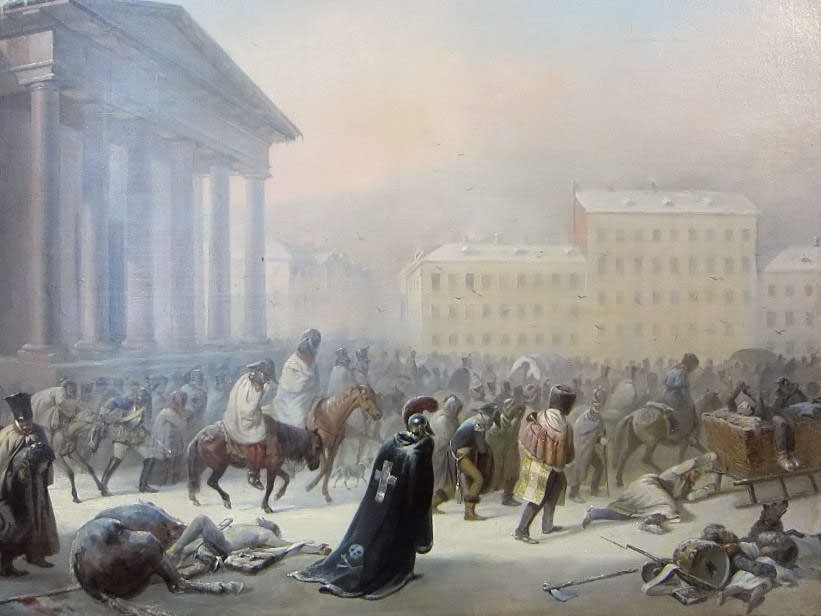
Les restes de la Grande Armée à Vilnius. Les soldats affamés pilleront les magasins de la ville et il faudra toute l'habilité de Daru au début de 1813 pour reconstituer une armée à partir des débris loqueteux de la retraite de Russie.

Début 1813, ce sont les ressources de la province de Prusse-Orientale qui sont mobilisées par Daru pour nourrir et rééquiper les débris de la Grande Armée à l'issue de la désastreuse retraite de Russie, permettant ainsi d'abondamment pourvoir les places de Stettin, Custrin, Glogau et même Spandau, « (de) millions de rations de farine, de riz, de sel et d'eau-de-vie, (de) centaines de milliers de rations de biscuits, de bœuf salé, de vin, de foin, de paille et d'avoine, l'achat de 32 000 chevaux étant conclu » pour la remonte de la cavalerie et les services du train. Pendant la campagne contre la Sixième Coalition qui débutera au printemps, ce sont celles de toute l'Allemagne qui seront sollicitées. Daru arrive à Mayence, le 11 avril 1813 ; il doit faire livrer 50 000 quintaux de farine et 300 000 rations de biscuits. En juin, la place de Dresde devient le point d'acheminement des ressources : des biscuits y seront fabriqués avec de la farine venant d'Erfurt et de Magdebourg ; chaque corps est pourvu de vingt jours de biscuits, dix jours de farine. En juillet, il constitue des magasins dans plusieurs villes d'Allemagne mais le 13 septembre, l'Empereur se plaint auprès de lui du manque de vivres et lui demande de passer des marchés. « Le pays, en fait, est « épuisé » depuis six mois que des armées le sillonnent ».

## Conséquences économiques pour la France des guerres napoléoniennes
Les conséquences économiques des guerres napoléoniennes s'inscrivent tout autant dans le cadre de l'effort de guerre de l'économie française que dans celui du blocus continental.
L'effort de guerre suscita l'apparition d'une caste d'affairistes enrichis par les fournitures aux armées mais provoqua des déficits ininterrompus des finances publiques de 1811 jusqu'à 1815. Ces déficits sont avant tout le résultat de l'accumulation d'arriérés : ainsi en 1811, il restait 3 millions de francs à régler sur l'exercice fiscal de 1806, six sur celui de 1808. Les prix étant restés relativement stables, ce déficit semble bien la résultante de l'augmentation des dépenses publiques et « évidemment, ce sont les dépenses de guerre qui ont entraîné cet accroissement des dépenses totales [...] (ayant) sensiblement doublé en sept ans ». La défaite de 1815 eut elle aussi ses conséquences financières : au terme du traité de Paris, la France fut contrainte de payer aux belligérants alliés vainqueurs de Napoléon et réunis dans la campagne de France, une indemnité de plus de 700 millions de francs-or, indemnité de guerre la plus élevée jamais payée par une nation, par rapport à son produit intérieur brut, selon l'historien économiste François Crouzet,.
À la chute de Napoléon, la France voit son empire colonial réduit à quelques comptoirs : les établissements français de l'Inde, l’Île de Gorée au Sénégal, quelques îles des Antilles (notamment la Guadeloupe, la Martinique, sa moitié de Saint-Martin), ainsi que la Guyane et Saint-Pierre-et-Miquelon. En 1803, Bonaparte avait vendu la Louisiane aux États-Unis, entre autres raisons parce qu'il se trouvait stratégiquement dans l'incapacité de la défendre face aux Britanniques et aux Espagnols implantés aux Caraïbes ; en 1804, elle avait perdu sa plus riche colonie, Saint-Domingue, devenue indépendante sous le nom d'Haïti à la suite d'une révolution soutenue par les Britanniques après la désastreuse expédition Leclerc — l'échec de cette dernière ayant précisément fait prendre conscience au Premier Consul de l'impossibilité d'assurer la défense de sa colonie nord-américaine.
Si les guerres napoléoniennes ont permis, par le biais de l'« effort de guerre », divers progrès techniques et une rationalisation dans la production industrielle ainsi que l'émergence de « capitalistes » grâce au protectionnisme établi par le blocus continental assurant des débouchés aux entreprises françaises et des provinces annexées,, la France n'est pas encore engagée dans la révolution industrielle dont ces conflits révèlent l'avancée de l’Angleterre ; l'économie française reste, à la fin de l’Empire, encore tributaire d'une économie avant tout basée sur l'agriculture, le secteur secondaire restant constitué d'artisans et de manufactures fonctionnant encore à la manière prévalant au temps de l'Ancien Régime.

## Les «profiteurs de guerre»

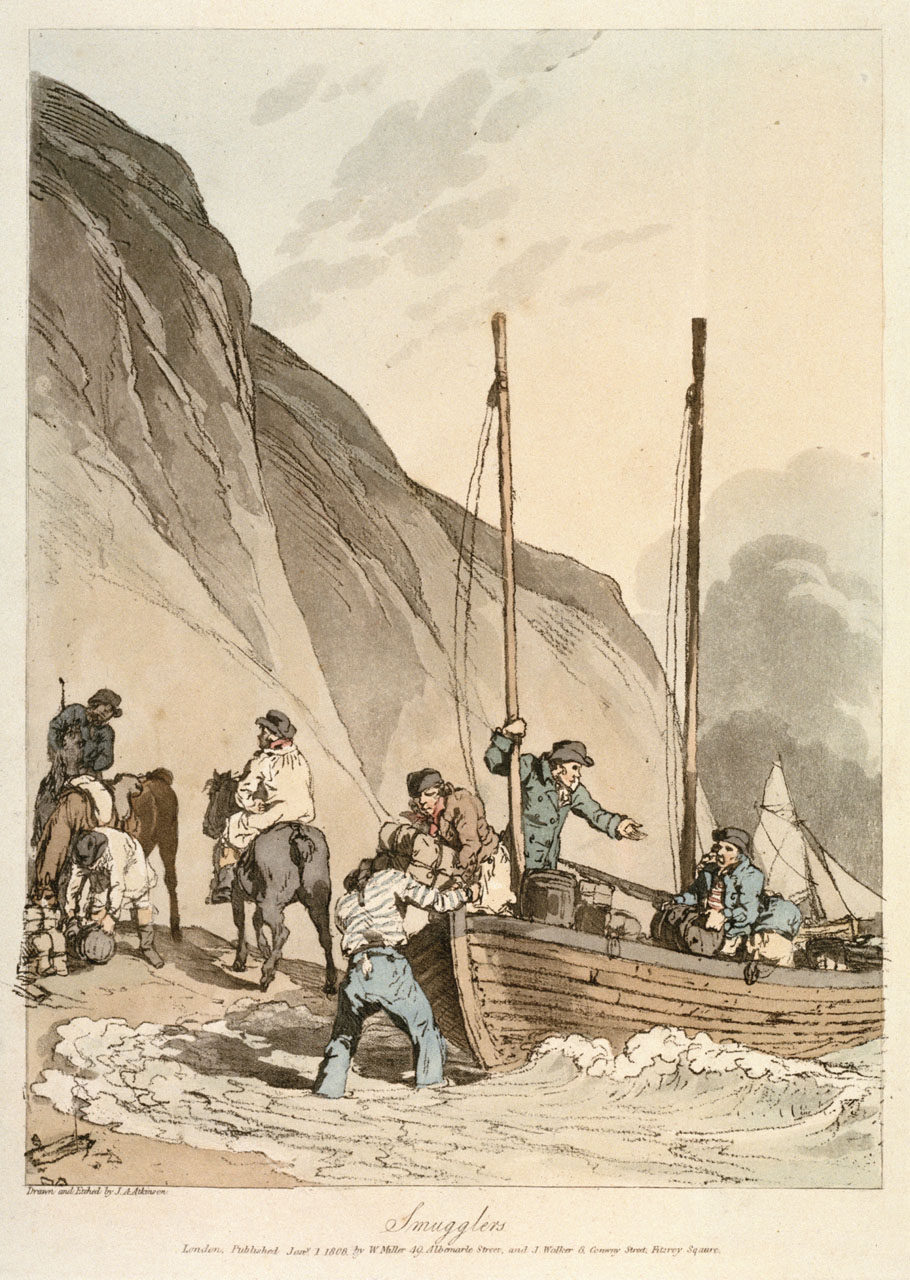
Des contrebandiers pendant le blocus continental.

Les guerres de la Révolution, du Consulat et de l'Empire voient l'émergence d'une « caste » d'affairistes enrichis par les fournitures aux armées ou la contrebande de produits anglais qui se fait sur toutes les côtes d'Europe, de Dunkerque à Dantzig, cette caste constituant une partie de la bourgeoisie dans l'Europe d'après le 7 juillet 1815, date de la seconde abdication de Napoléon.
Jusqu'à la complète militarisation des services d'intendance et de logistique et l'adoption de cadres légaux pour l'adjudication des marchés publics au XIXe siècle, les fournitures de biens et même de services (transports logistiques) aux armées se faisaient par le biais de procédures de « soumissions » — demandes ouvertes visant à obtenir le meilleur prix - ou de commandes directes trop souvent faussées par le jeu de relations privilégiées ou d'influences, voire entachées de corruption, en raison notamment de cahiers des charges inexistants ou très sommaires ou de collusion entre les fonctionnaires publics et les fournisseurs privés. Un exemple de ces pratiques peu orthodoxes est donné par la manufacture d'armes de Versailles, « manufacture d'état » que Bonaparte, Premier consul, donne en entreprise à Nicolas-Noël Boutet le 1er septembre 1800 pour une durée de 18 ans, avec la garantie d'une commande annuelle.
Ces défaillances ou irrégularités furent une source d'enrichissement pour de nombreux « profiteurs de guerre » sous la Révolution et l'Empire, l'histoire ayant plus particulièrement retenu parmi ceux-ci le nom de Gabriel-Julien Ouvrard. Arrêté une première fois en 1800 sous le coup d'une suspicion de malversations comptables, il l'est à nouveau en 1809 pour dette impayée puis condamné à trois ans d'emprisonnement en raison de sa tentative de négocier une paix secrète avec l'Angleterre en vue de mettre fin au blocus continental si préjudiciable aux affaires. Cela ne l'empêche pourtant pas de rester l'un des principaux fournisseurs de l'armée, munitionnaire général aux armées pendant les Cent-Jours après avoir déjà été chargé de cette fonction auprès de l'armée du Pays basque en avril 1813. L'un des grands scandales auquel son nom reste lié est la fourniture de chaussures en faux cuir et semelles de carton à la veille de la campagne de Russie.

## Bilan

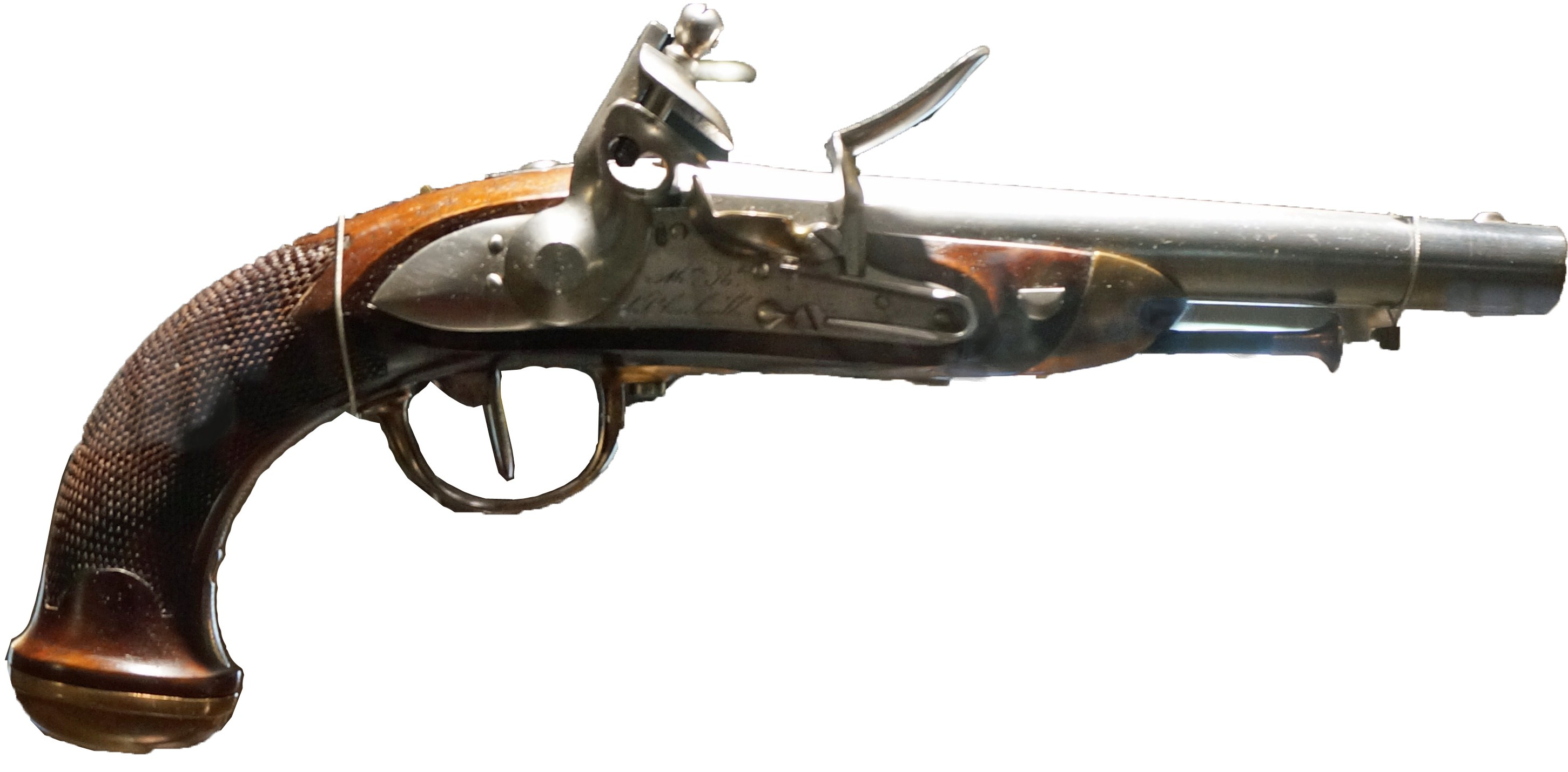
Pistolet de cavalerie « modèle 1822 », système d'armes dérivé du « système an IX ». Le soldat de l'armée française sous la Restauration restera très proche, dans son uniforme, son équipement et son armement, de celui de 1815.

Concernant la gestion des besoins, moyens et fournitures des armées françaises, l'époque napoléonienne voit tout d'abord celles-ci s'affranchir des services des prestataires civils dans le domaine des transports avec la création des services du train. La réorganisation des services chargés d'assumer les missions d'administration générale et d'économat (commissaires des guerres, etc.) jette les bases de la formation d'un véritable service destiné aux missions logistiques : le corps d'intendance militaire est créé par Louis XVIII par une ordonnance du 29 juillet 1817 en réunissant « commissaires des guerres » et « inspecteurs aux revues » en un seul service « qui cumule dès lors les fonctions de contrôleur et de pourvoyeur ».
Toutefois, en dépit de ces réformes, de la rigueur de gestionnaires comme Petiet ou Daru et des interventions personnelles de Napoléon dans l'organisation de ses tâches et missions et de la mobilisation de toutes les ressources économiques disponibles, l'intendance des armées napoléoniennes continue à connaître de sérieuses déficiences qui sont peu ou prou à l'origine de graves revers militaires. Le désastre de 1812 en est certainement l'illustration la plus édifiante : conscient des problèmes logistiques qu'allait poser la campagne de Russie, « Napoléon fit des préparatifs gigantesques au niveau des magasins. Il concentra des vivres et des munitions considérables à Dantzig, Glogau, Küstrin et Stettin. Le service du train fut augmenté et il ordonna que les troupes aient avec elles pour 24 jours de provisions. Ironiquement ce fut pourtant son plus grand échec et malgré tous ces minutieux préparatifs, le système de ravitaillement lâcha ». En 1814, des gardes nationaux assurant la défense de Paris sont armés de simples piques.
Les systèmes d'armes adoptés sous l'Empire (artillerie, fusils, ..) restent en service jusque sous la Monarchie de Juillet : ainsi le « fusil modèle An IX » n'est-il remplacé qu'une vingtaine d'années plus tard par un « modèle 1822 » dont il n'est qu'une version redessinée,.
L'époque napoléonienne, marquée de manière quasiment ininterrompue pendant dix ans (1805-1815) d'une situation de guerre, ne voit cependant pas l'émergence d'un quelconque « complexe militaro-industriel », l'état de développement de l'industrie française ne le permettant pas : ainsi, la Manufacture d'armes de Versailles, créée à l'époque de la Révolution, cesse ses activités en 1818. En fait, jusqu'aux années 1850, la fabrication des armes à usage militaire reste essentiellement « artisanale » et les manufactures s’apparentent plus à un ensemble d’ateliers dispersés qu’à une « usine », lieu unique de production avec ses chaînes de fabrication et d'assemblage.